# Episodi di Overlord

Logo della serie

Questa è la lista degli episodi dell'anime Overlord.
Annunciato il 30 agosto 2014 sul settimo volume delle light novel, un adattamento anime, prodotto da Madhouse e diretto da Naoyuki Itō, è andato in onda dal 7 luglio al 29 settembre 2015. Le sigle di apertura e chiusura sono rispettivamente Clattanoia degli OxT e L.L.L. dei MYTH & ROID. In Italia la serie è stata caricata da Yamato Video sulla piattaforma web PlayYamato, mentre in Australia e Nuova Zelanda gli episodi sono stati trasmessi in streaming in simulcast da Madman Entertainment su AnimeLab. In America del Nord, invece, i diritti sono stati acquistati da Funimation. L'anime è stato riorganizzato in due film riassuntivi per il cinema, intitolati Overlord: fushi-sha no ō (オーバーロード 不死者の王?, Ōbārōdo: fushi-sha no ō, lett. "Overlord: Il re non morto") e Overlord: shikkoku no senshi (オーバーロード 漆黒の戦士?, Ōbārōdo: shikkoku no senshi, lett. "Overlord: L'eroe oscuro"), usciti rispettivamente il 25 febbraio e l'11 marzo 2017.
Una seconda stagione della serie televisiva è stata trasmessa tra il 9 gennaio e il 3 aprile 2018, seguita da una terza, andata in onda dal 10 luglio al 2 ottobre dello stesso anno. Per entrambe le stagioni le sigle di apertura, Go Cry Go e Voracity, e quelle di chiusura, Hydra e Silent Solitude, sono state sempre commissionate rispettivamente agli OxT e i Myth & Roid per la seconda mentre per la terza hanno invertito i gruppi. I diritti di distribuzione italiana sono stati riconfermati per Yamato Video su YouTube, mentre in altre parti del mondo gli episodi sono stati trasmessi in streaming da Crunchyroll.
Una quarta stagione è stata annunciata durante una maratona ufficiale delle stagioni precedenti in streaming tenutasi l'8 maggio 2021. Durante un evento speciale dedicato tenutosi il 12 marzo 2022 venne confermato che la quarta stagione sarebbe stata trasmessa a partire dal luglio seguente. La sigla d'apertura è HOLLOW HUNGER di OxT mentre quella di chiusura No Man's Dawn di Mayu Maeshima. A metà giugno 2022 venne confermato che la quarta stagione sarebbe andata in onda a partire dal 5 luglio seguente e la trasmissione si è conclusa il 27 settembre successivo. I diritti di distribuzione italiana sono stati riconfermati per Yamato Video su Prime Video sul canale Anime Generation.
Durante l'evento dedicato all'annuncio della quarta stagione è stato confermato anche un film animato che adatta l'arco narrativo del Santo Regno. Quest'ultimo, intitolato Overlord - Capitolo del Santo Regno (劇場版 オーバーロード 聖王国編?, Gekijō-ban Ōbārōdo sei ōkoku-hen), è stato proiettato nei cinema giapponesi il 20 settembre 2024, mentre le proiezioni IMAX sono iniziate una settimana prima, il 13 settembre. In Italia il film è stato distribuito al cinema da Yamato Video dal 9 all'11 dicembre 2024.
Una serie di corti parodistici in cui i personaggi sono disegnati in stile chibi, Overlord: Ple Ple Pleiadi (オーバーロード ぷれぷれぷれあです?, Ōbārōdo Pure Pure Pureadesu), è stata prodotta Studio Puyukai e pubblicata in quattro stagioni dal 2015 al 2022.
Nel settembre 2022 Yamato Video ha confermato il doppiaggio di tutte e quattro le stagioni dell'anime principale; la prima stagione doppiata in italiano è stata pubblicata il 27 dicembre 2022 sul canale Anime Generation di Prime Video. La seconda stagione è stata pubblicata il 26 gennaio 2023. La terza stagione è uscita il 27 febbraio 2023. La quarta stagione è stata resa disponibile il 25 aprile 2023. La prima stagione della serie parodistica Overlord: Ple Ple Pleiadi è stata resa disponibile il 20 febbraio 2023, la seconda stagione il 17 marzo 2023, la terza stagione il 15 maggio 2023 e la quarta stagione il 13 settembre 2023.

## Lista episodi

### Prima stagione
| Nº serie | Nº | Titolo italiano Giapponese 「Kanji」 - Rōmaji | In onda           | In onda          |
| Nº serie | Nº | Titolo italiano Giapponese 「Kanji」 - Rōmaji | Giapponese        | Italiano         |
| 1        | 1  | La fine e l'inizio 「終わりと始まり」 - Owari to hajimari | 7 luglio 2015     | 27 dicembre 2022 |
| 1        | 1  | YGGDRASIL è un MMORPG pubblicato nel 2126 che è stato dismesso dopo 12 anni in cui è stato il miglior gioco di ruolo DMMO. Momonga, il capo della gilda di Ainz Ooal Gown, sta conversando con il compagno di squadra Herohero durante gli ultimi momenti di YGGDRASIL nella loro sala della gilda, la Grande Catacomba di Nazarick. Herohero dice addio a Momonga e si disconnette. Momonga è infuriato per il fatto che i suoi amici abbiano lasciato il gioco, ma si calma dopo aver notato che non hanno abbandonato la gilda e che la loro inattività è dovuta a dei problemi nella vita reale che devono affrontare. Si ritrova così a Nazarick solamente in compagnia degli NPC e ancora assorbito dai ricordi del passato, prende lo scettro di Ainz Ooal Gown e si dirige verso la sala del trono. Lungo la strada ordina a Sebas e alle Pleiadi di seguirlo e li incontra Albedo. Per un suo capriccio, cambia le sue impostazioni per fare in modo che si innamori di lui poiché quelle originali create da Tabula prevedevano che fosse di "facili costumi". Momonga chiude gli occhi in attesa del logout forzato da parte del server ma si accorge che qualcosa non va in quanto non viene espulso e rimane nel gioco. Scopre, con suo stupore, che gli NPC hanno sviluppato la propria personalità e si può comunicare direttamente con loro come se fossero umani. Albedo, in particolare, inizia a mostrare i tratti della personalità basati sulle impostazioni cambiate da Momonga, scioccandolo. Momonga tenta di testare i limiti di questa sua nuova scoperta ma viene calmato automaticamente. Nota anche che adesso può annusare gli odori, cosa prima impossibile nel gioco. Stordito da tutto ciò che gli è successo, Momonga ordina ad Albedo di chiamare tutti i custodi tranne quelli del 4º e 8º piano per raggiungerlo al piano dell'arena, quindi si teletrasporta in tale luogo per testare le sue abilità. Lì incontra i custodi del piano, Aura Bella Fiora e Mare Bella Fiore, poi chiede loro di aiutarlo a provare i suoi nuovi poteri. Dopo che hanno finito di affrontare l'elementale del fuoco che ha creato, Momonga fa i complimenti ai due fratelli, che rimangono sorpresi. Poco dopo, i custodi dei piani entrano nell'arena e si presentano. |                   |                  |
| 2        | 2  | I custodi dei piani 「階層守護者」 - Kaisō shugo-sha | 14 luglio 2015    | 27 dicembre 2022 |
| 2        | 2  | I custodi dei piani di Nazarick entrano nell'arena e si presentano. Arrivano così la vampira Shalltear Bloodfallen, ovvero la custode del 1º , 2º e 3º piano, Cocytos, il custode del quinto piano che secondo Mononga è la definizione perfetta di guerriero, ed infine Demiourgos, un demone nonché custode del settimo piano. Insieme a quest'ultimo arriva Albedo, il capo dei custodi dei piani. Al loro arrivo, giurano fedeltà a Momonga, il quale si rivela molto compiaciuto. Sopraggiunge così Sebas, il quale riferisce che la saga della gilda è stata in qualche modo spostata in un luogo sconosciuto. Momonga stupito dalla notizia inizia a rafforzare le difese e chiede a Mare di usare la sua magia della terra per mimetizzare al meglio la Grande Catacomba di Nazarick con l'area circostante, poi dà ai custodi i rispettivi compiti e se ne va. I custodi rimangono sorpresi dalla sua aura oscura in grado di instillare paura e autorità al tempo stesso e tornano a svolgere le loro mansioni mentre Momonga continua a provare le sue effettive capacità nel Nuovo Mondo. In seguito esce fuori con Demiourgos e guarda il mondo commentando scherzosamente che non sarebbe una cattiva idea conquistarlo, ma Demiourgos fraintende la sua affermazione credendo che sia un ordine reale. |                   |                  |
| 3        | 3  | La battaglia del Villaggio di Carne 「カルネ村の戦い」 - Karune-mura no tatakai | 21 luglio 2015    | 27 dicembre 2022 |
| 3        | 3  | Mentre usa uno specchio magico per esaminare le terre vicine con l'aiuto di Sebas, Momonga scopre un villaggio sotto l'attacco di alcuni cavalieri dall'affiliazione sconosciuta. All'inizio, Momonga intende ignorare il massacro che stanno compiendo ma quando ricorda il debito che aveva con il suo compagno di gilda "Touch Me", decide di salvare gli abitanti del villaggio e arriva lì attraverso un portale. Una volta giunto sul luogo, terrorizza i soldati che stavano per uccidere due sorelle, poi lancia un incantesimo di alto livello ed elimina facilmente uno dei nemici e sfrutta il suo cadavere per creare un Death Knight a cui ordina di sterminare tutti i soldati nell'area. Nel frattempo, un gruppo di guerrieri guidati da un uomo di nome Gazef si reca presso i villaggi saccheggiati per vedere se ci sono sopravvissuti. |                   |                  |
| 4        | 4  | Il sovrano della morte 「死の支配者」 - Shi no shihai-sha | 28 luglio 2015    | 27 dicembre 2022 |
| 4        | 4  | Nigun Grid Luin, il capitano delle Scritture del Sole della Teocrazia di Slane, marcia sul Villaggio di Carne con una squadra di incantatori per uccidere Gazef. Rendendosi conto di ciò, Gazef tenta di convincere Ainz Ooal Gown (il nuovo nome di Momonga) a difendere il villaggio ma questi si rifiuta. Così Gazef parte con i suoi uomini per affrontare i nemici mentre Ainz aiuta gli abitanti del villaggio a fuggire. Gazef e i suoi uomini combattono coraggiosamente, ma vengono sconfitti dagli uomini di Nigun che li sovrastano. Prima che gli incantatori di Nigun possano infliggere il colpo finale, un oggetto che Ainz aveva precedentemente dato a Gazef si attiva e scambia quest'ultimo e i suoi uomini con Ainz e Albedo. Ainz rivela che il suo intero piano era quello di testare il potere che avevano gli uomini della Teocrazia di Slane e che stava usando Gazef a tale scopo. Subito dopo, Ainz inizia a respingere senza sforzo alcuno gli attacchi degli uomini di Nigun, impressionandoli. Questo porta Nigun ad attivare un incantesimo di 7º livello, evocando un potente angelo per attaccare Ainz. Tuttavia l'attacco arreca pochissimi anni ad Ainz, il quale si fa beffe dei suoi avversari. Albedo però si infuria in quanto si sono permessi si ferire il suo "amato" Ainz e minaccia di massacrarli. Ainz la calma, quindi procede a cancellare l'angelo con un buco nero. Sbalordito e inorridito dal potere mostrato da Ainz, Nigun gli chiede di risparmiargli la vita. Ainz si mette a ridere e gli risponde impiegando una delle precedenti affermazioni di Nigun. Dopo la battaglia, Ainz torna a Nazarick per annunciare il suo cambio di nome e il suo obiettivo di diffondere il suo nome, Ainz Ooal Gown, in queste nuove terre. Tuttavia, i suoi servitori interpretano erroneamente la cosa pensando che abbia dichiarato di voler governare il mondo. |                   |                  |
| 5        | 5  | I due avventurieri 「二人の冒険者」 - Futari no bōken-sha | 4 agosto 2015     | 27 dicembre 2022 |
| 5        | 5  | Ainz e Narberal (una delle Pleiadi di Nazarick) assumono rispettivamente gli pseudonimi di Momon e Narbe per unirsi alla gilda degli avventurieri nella città di E-Rantel per ottenere maggiori informazioni riguardanti il mondo circostante. Sorgono poi diverse complicazioni quando "Momon" trova fastidioso impedire a "Narbe" di far saltare la loro copertura con alcuni avventurieri chiassosi che cercano di attirare l'attenzione di quest'ultima. Nel frattempo, un pericoloso negromante e un'assassina assetata di sangue pianificano la conquista di E-Rantel. |                   |                  |
| 6        | 6  | Viaggio 「旅路」 - Tabiji | 11 agosto 2015    | 27 dicembre 2022 |
| 6        | 6  | Momon, Narbe e la gilda delle Spade Corvine vengono assunti da Nfirea per accompagnarlo al Villaggio di Carne. Durante il viaggio, il gruppo viene attaccato da un folto gruppo di goblin e ogre. Viene così preparato un velocissimo piano di battaglia; mentre le Spade Corvine si occupano dei goblin, Momon e Narbe eliminano gli ogre. Mentre il combattimento procede, Momon rompe immediatamente la formazione e squarcia istantaneamente diversi ogre impressionando non poco le Spade Corvine. I restanti goblin e ogre si fanno prendere dal panico e si ritirano alla vista di Momon che uccide i loro simili. Calata la sera, tutti quanti si riuniscono attorno a un falò e qui Momon e Narbe condividono un momento di tensione con il resto del gruppo quando un membro delle Spade Corvine chiede delle informazioni sul passato di Momon. |                   |                  |
| 7        | 7  | Il Savio Re del Bosco 「森の賢王」 - Mori no ken-ō | 18 agosto 2015    | 27 dicembre 2022 |
| 7        | 7  | Il gruppo di Momon arriva al Villaggio di Carne e incontra Enri Emmot e la sua truppa di Goblin. Enri spiega a Nfirea perché il villaggio è fortificato e menziona anche Ainz Ooal Gown, la pozione rossa che l'ha guarita, e Albedo e ciò porta Nfirea a credere che Momon sia in realtà proprio Ainz Ooal Gown. Nfirea si scusa con Ainz per averlo ingannato e quest'ultimo gli dice di non rivelare la sua identità a nessuno. Sentendo ciò, Narbe si sente mortificata poiché responsabile della scoperta dell'identità di Momon da parte di Nfirea ma poi l'altro la rassicura dicendole che basterà non commettere più lo stesso errore. Più tardi, quando Nfirea chiede alle Spade Corvine, Momon e Narbe di aiutarlo a raccogliere alcune erbe medicinali nella foresta, Momon viene a sapere del "Savio Re del Bosco", una creatura magica piuttosto potente. Vedendo un'opportunità per guadagnare fama, Momon contatta Aura e le chiede di far uscire la bestia fuori dalla sua tana. Quest'ultima esce furiosa dal suo nascondiglio e attacca Momon. Poco dopo, Momon riconosce immediatamente la bestia come un gigantesco criceto siberiano, una specie che uno dei suoi compagni di gilda teneva come animale domestico nella vita reale. Deluso dal Savio Re, Momon sceglie di usare una delle sue abilità per spaventare la bestia fino a farla sottomettere. Aura chiede poi se può prendere la sua pelle, ma Momon decide di fare del Savio Re il suo servitore. Lo chiama così Hamsuke, poi lo presenta alle Spade Corvine che sono in soggezione per via della sua saggezza. Momon però è sconvolto dalla loro percezione di Hamsuke poiché non può fare a meno di vederlo come un gigantesco criceto carino. Dopo aver raccolto con successo le erbe, il gruppo torna a E-Rantel. A questo punto Momon e Narbe si separano dal gruppo per registrare Hamsuke alla gilda mentre le Spade Corvine vanno a casa di Nfirea per ottenere il loro compenso. Il gruppo viene poi fermato da Clementine, che li prende in giro minacciosamente. |                   |                  |
| 8        | 8  | Le spade gemelle che squarciano la morte 「死を切り裂く双剣」 - Shi o kirisaku sōken | 25 agosto 2015    | 27 dicembre 2022 |
| 8        | 8  | Clementine ha intenzione di rapire Nfirea, così le Spade Corvine tentano di guadagnare tempo per far fuggire sia Nfirea che Ninya, ma Khajiit sbarra loro la strada. Dopo aver registrato Hamsuke alla gilda degli avventurieri, il gruppo di Momon incontra Lizzie Bareare e li guida a casa sua. Qui però trovano i membri delle Spade Corvine trasformati in zombie. Dopo averli uccisi, Momon deduce immediatamente che il responsabile non si è preoccupato di coprire le proprie tracce, ha utilizzato un'arma affilata e che il suo obiettivo era Nfirea. A seguito di ciò, Momon chiede a Lizzie se desidera assumerlo per salvare suo nipote a costo di tutto ciò che ha. Accettando il semi "patto col diavolo", Momon usa diversi incantesimi di localizzazione per rintracciare Clementine in un vecchio cimitero ai margini della città. Usando Crystal Monitor, Momon scopre un esercito di non morti con Nfirea al centro. Dopo aver ordinato a Lizzie di avvisare la gilda e la città della situazione, Momon si precipita immediatamente al cimitero. Arrivato al cancello, Momon stupisce le guardie presenti annientando da solo i non morti che li stavano attaccando nonostante sia solo un avventuriero di grado rame. Insieme a Narbe e Hambsuke, Momon si fa strada verso Khajiit e Clementine. Una volta di fronte a Khajiit, lo prende in giro e gli chiede di consegnargli Nfirea, ma si palesa sulla scena Clementine. Momon quindi lascia Narbe ad occuparsi di Khajiit mentre lui e Clementine si spostano in un'altra area per affrontarsi in un duello. Mentre Momon e Clementine camminano, quest'ultima tenta di schernire psicologicamente il primo, ma quest'ultimo la respinge con una risata e la fa infuriare dichiarando che non ha bisogno di combattere seriamente per ucciderla. |                   |                  |
| 9        | 9  | Il Guerriero Oscuro 「漆黒の戦士」 - Shikkoku no senshi | 1º settembre 2015 | 27 dicembre 2022 |
| 9        | 9  | Momon e Narbe iniziano i loro rispettivi combattimenti contro Khajiit e Clementine. Khajiit evoca due draghi scheletrici che definisce invulnerabili alla magia, ma ciò si rivela in parte falso poiché Narbe elimina facilmente sia i draghi che Khajiit con un incantesimo di settimo livello (invece i draghi possono bloccarne fino ad un massimo di sei). Momon continua a lasciare Clementine in vantaggio e così si scontra con lei diverse volte. Furiosa per il modo in cui Momon la deride ripetutamente definendola debole, Clementine carica Momon con un attacco a tutta forza e lo pugnala a entrambi gli occhi con colpi elementali. Momon respinge la sua mossa scioccandola e le blocca tutto il corpo con una fortissima presa. Dopo aver rivelato la sua vera natura di non morto, Ainz tormenta Clementine dicendo che è stata sconfitta da un incantatore che non ha nemmeno usato la magia. Visibilmente scossa, Clementine inizia ad agitarsi senza sosta per liberarsi dalla presa di Ainz, ma i suoi sforzi sono vani e così il potente Ainz le schiaccia il corpo con entrambe le braccia, uccidendola. Ainz torna quindi vittorioso da Narberal, Hamsuke e Nfirea, e per i suoi sforzi viene immediatamente promosso al grado mithril. Mentre discute della sua nuova promozione con Narberal, Ainz contatta Albedo che lo avverte che Shalltear si è ribellata a Nazarick. |                   |                  |
| 10       | 10 | Vampiro progenitore 「真祖」 - Shinso | 8 settembre 2015  | 27 dicembre 2022 |
| 10       | 10 | Shalltear si trova fuori Nazarick alla ricerca di praticanti di arti marziali come Sebas e Solution. Dopo aver incontrato alcuni banditi, rimanda Sebas e Solution nella capitale del regno e si reca nel covo dei banditi, dove affronta il loro capo, Brain Unglaus, che conosce le arti marziali. Tuttavia questi è così debole rispetto a lei che nemmeno si accorge che le sta utilizzando. Quindi assume il suo aspetto di lampreda originale e si fa prendere dalla frenesia del sangue uccidendo tutti i banditi tranne Brain, che fugge via. Cerca di inseguirlo, ma incontra degli avventurieri, che si trovavano lì per combattere i banditi. Uccide tutti quanti tranne Brita, che ha ancora la pozione rossa che le aveva dato Ainz in una precedente occasione, il che fa credere a Shalltear che il suo signore la volesse viva. Quando si rende conto che un avventuriero è fuggito e la cosa potrebbe creare dei seri problemi a Nazarick, parte alla sua ricerca, ma finisce per essere attaccata da alcuni sconosciuti che usano un'arma su di lei; nonostante ciò riesce a ferire il suo utilizzatore. Dopo che Ainz è venuto a conoscenza del suo tradimento, decide di andare a lei e scoprirne il motivo. |                   |                  |
| 11       | 11 | Confusione e comprensione 「混乱と把握」 - Konran to haaku | 15 settembre 2015 | 27 dicembre 2022 |
| 11       | 11 | Ainz e Albedo trovano Shalltear, poi Ainz afferma che è sotto controllo mentale ed è stata lasciata dov'è senza aver ricevuto alcun ordine. Ainz tenta così di usare un oggetto magico di livello superiore per liberarla, ma fallisce. A questo punto, Ainz si rende conto che Shalltear è controllata mentalmente da un oggetto di livello globale, il più forte tipo tra tutti quelli esistenti. Decide quindi di equipaggiarsi con gli oggetti di livello globale presenti a Nazarick per poter affrontare Shalltear in maniera efficiente. In seguito dice ad Albedo che Shalltear è uno degli NPC più forti di Nazarick e che potrebbe non essere in grado di sconfiggerla. |                   |                  |
| 12       | 12 | La valchiria insanguinata 「鮮血の戦乙女」 - Senketsu no ikusaotome | 22 settembre 2015 | 27 dicembre 2022 |
| 12       | 12 | Ainz, mentre viene osservato da alcuni custodi dei piani di Nazarick, si reca finalmente ad affrontare Shalltear, la quale si dimostra di essere al suo pari. Nonostante ciò, Ainz la batte impiegando una mossa speciale, dopodiché usa un'abilità per impedirne la morte, a costo di consumare tutto il suo mana. Alla fine Ainz afferma che tutto sta andando secondo il suo piano. |                   |                  |
| 13       | 13 | PvN 「PVN」 | 29 settembre 2015 | 27 dicembre 2022 |
| 13       | 13 | Ainz e Shalltear continuano il loro scontro e qui Ainz rivela che ha già previsto l'esito del loro combattimento. Infatti, utilizzando le informazioni riguardanti Shalltear fornite dal suo creatore e amico Peroroncino, ha pianificato la strategia da adottare per l'intera battaglia. Con i suoi MP ridotti, passa alla classe guerriero e utilizza l'armatura di classe campione mondiale di Touch Me. Quindi, usando vari altri oggetti a pagamento presi dal negozio e un incantesimo di livello superiore, Ainz sconfigge e uccide Shalltear. Tornato a Nazarick, Ainz resuscita Shalltear usando 500 milioni di oro. La vampira però non ha memoria degli eventi vissuti sotto il controllo mentale, anche se viene rivelato che i responsabili sono alcuni membri della Teocrazia di Slane. Momon e Narbe tornano alla gilda per cercare un nuovo lavoro da svolgere e viene mostrato che sono stati promossi direttamente al grado adamantio, rendendoli di fatto il terzo gruppo di avventurieri con questa classe nell'intero regno. |                   |                  |

### Seconda stagione
| Nº serie | Nº | Titolo italiano Giapponese 「Kanji」 - Rōmaji | In onda          | In onda         |
| Nº serie | Nº | Titolo italiano Giapponese 「Kanji」 - Rōmaji | Giapponese       | Italiano        |
| 14       | 1  | Si alza il sipario sulla disperazione 「絶望の幕開け」 - Zetsubō no makuake | 9 gennaio 2018   | 26 gennaio 2023 |
| 14       | 1  | Nella Teocrazia di Slane, il Capitano delle Scritture Nere e Zesshi Zetsumei discutono del mistero di Ainz Ooal Gown per la sua crescente celebrità come incantatore e un recente attacco di vampiri che ha ucciso due membri delle Scritture e ferito gravemente Lady Kaire. Zesshi poi afferma che sta cercando un uomo in grado di sconfiggerla e che le faccia mettere alla luce un figlio più potente di lei. Intanto altrove, l'ex avventuriero Rigrit dei Tredici Eroi e il Re Drago di Platino discutono della possibilità che un potente giocatore di YGGDRASIL possa essere arrivato nel Nuovo Mondo. Nella capitale di Re-Estize, Gazef Stronoff si trova con il re mentre i nobili del regno decidono di dare inizio alla guerra annuale con Baharuth, poi il re si scusa per non aver inviato sostegni sufficienti al Villaggio di Carne quanto questo fu assalito. Dopo una breve visita della principessa Renner e della sua guardia del corpo Climb, il re chiede a Gazef di incontrare Ainz per mostrare la sua gratitudine per aver salvato Gazef. Dopo che Ainz ha finito i suoi compiti nei panni di Momon, torna a Nazarick per fare rapporto ad Albedo di ciò che ha appreso in relazione alle notevoli nazioni adiacenti a Nazarick. Aura, che sta dirigendo i lavori di costruzione della copia di Nazarick, ha ricevuto come regalo da parte di Ainz un orologio da polso parlante con la voce della sua creatrice Lady BukubukuChagama che lo avvisa che è arrivato il momento di pranzare. Nel frattempo, Shalltear, che ha un senso di colpa per essersi fatta controllare mentalmente, si ubriaca mentre Eclair, l'assistente maggiordomo di Sebas, prova a tirarla su di morale ma invano. Cocytos viene poi mandato in missione per iniziare una guerra contro gli uomini lucertola e rivendicare i caduti per un successivo esercito di non morti. Nel villaggio degli uomini lucertola, Shasuryu, il capo dei Green Claw, discute della vita quotidiana con suo fratello minore Zaryusu quando un'entità mostruosa arriva dalle nuvole per minacciarli. |                  |                 |
| 15       | 2  | Partenza 「旅立ち」 - Tabidachi | 16 gennaio 2018  | 26 gennaio 2023 |
| 15       | 2  | L'entità oscura che discende dal cielo è un araldo che avverte gli uomini lucertola della tribù dei Green Claw di un'invasione che si terrà tra otto giorni. Zaryusu consiglia di formare un'alleanza con le altre tribù di uomini lucertola: Small Fang, Razor Tail, Dragon Tusk e Red Eye. Tuttavia, dato che i Dragon Tusk hanno assorbito al loro interno i membri sopravvissuti delle tribù sconfitte in passato, Yellow Spectre e Sharp Edge, vi sono pochissime possibilità di stringere un'alleanza con loro. Zaryusu viene poi autorizzato da suo fratello il capotribù a fare da messaggero per stipulare un'alleanza con le altre tribù. Raggiunti i Red Eye, Zaryusu incontra Crusch Lulu, il capo/sacerdotessa ad interim del villaggio di cui si innamora e che desidera addirittura sposare. Dopo un inizio imbarazzante, i due discutono per formare un patto e raggiungono un consenso. A questo punto, Zaryusu e Crusch arrivano al villaggio dei Dragon Tusk e incontrano il capotribù Zenburu Gugu, il quale ha ricevuto a sua volta il messaggio dell'araldo, ma afferma che si unirà a loro solo se Zaryusu saprà dimostrare il suo valore in battaglia. A Nazarick, Demiourgos parla con Eclair, e viene rivelato che l'obiettivo di quest'ultimo è quello di usurpare il trono di Nazarick per volere del suo creatore Ankoro Mochi Mochi. Mentre procedono i lavori di costruzione della copia di Nazarick, Cocytos viene informato dai suoi subordinati della missione di Demiourgos tramite una pergamena e scopre che deve comunicare costantemente con quest'ultimo l'andamento della missione. Dopo aver appreso ciò, Cocytos prepara il suo esercito per l'imminente guerra che si terra tra pochi giorni. |                  |                 |
| 16       | 3  | Radunatevi, uomini lucertola 「集う、蜥蜴人」 - Tsudou, Rizādoman | 23 gennaio 2018  | 26 gennaio 2023 |
| 16       | 3  | Zenburu combatte Zaryusu scommettendo il ruolo di capo e per avere Crusch come compagna. Zaryusu si rende conto che la sua forza fisica è inferiore a quella di Zanburu, ma usa la Frost Pain, una spada magica, per congelare gli attacchi di Zenburu, sconfiggendolo. Così i Dragon Tusk si uniscono alla loro causa e si dirigono verso la tribù dei Razor Tail, che secondo l'araldo sarà anche il primo tributo del suo signore. Qui Shasuryu e gli altri uomini lucertola si riuniscono per pensare ad una strategia per fronteggiare il nemico ma si rendono presto conto che le loro possibilità di successo sono piuttosto scarse. Cocytos vede tramite uno specchio magico le loro truppe e ordina l'attacco ai suoi sottoposti. Gli uomini lucertola riescono ad opporsi facendo una moderata resistenza, poi i cinque incantatori usano le loro abilità magiche per evocare rapidamente due Swamp Elemental. Entoma informa il suo signore Ainz, che la situazione sta prendendo una piega inaspettata. Cocytos invia un messaggio a Demiourgos per chiedergli un consiglio sul da farsi, ma questi gli dice che molto probabilmente Ainz desidera che lui faccia a modo suo per quanto riguarda lo schieramento delle truppe contro gli uomini lucertola. Cocytos ordina così al comandante Elder Lich di combattere l'esercito nemico, abbattendo così la resistenza con relativa facilità. Vedendo la loro possibilità di entrare in battaglia, Zaryusu sacrifica la sua idra Rororo per avvicinarsi al lich e combattere al fianco di Crusch e Zenburu, che in seguito vengono resi inabili, lasciando Zaryusu a raccogliere tutta la forza che gli è rimasta per intrappola se stesso e l'Elder Lich in un'enorme prigione di ghiaccio. Tuttavia sia l'uomo lucertola che il lich si liberano, così Zaryusu tende un ultimo attacco a sorpresa al nemico sfruttando la nebbia circostante e uccidendolo grazie alla sua Frost Pain. Gli uomini lucertola escono trionfanti dallo scontro mentre Cocytos deve risponde alla chiamata di Ainz. |                  |                 |
| 17       | 4  | L'armata della morte 「死の軍勢」 - Shi no gunzei | 30 gennaio 2018  | 26 gennaio 2023 |
| 17       | 4  | Mentre gli uomini lucertola celebrano la vittoria, a Nazarick, Ainz presenta Victim il custode dell'8º piano agli altri, per prepararsi ad eventuali imprevisti. Demiourgos dimostra di essere riuscito a realizzare pergamene di qualità superiore usando le pelli per cartapecora poi Ainz promette di punire Shalltear vista l'insistenza di quest'ultima. Infine, quando Cocytos afferma di essere stato sconfitto, Ainz gli spiega di avergli dato un esercito debole in modo che imparasse a migliorarsi come leader. Siccome tutte le truppe di Cocytos erano non morti di basso livello, ciò si rivela una perdita insignificante per Nazarick. Comunque Cocytos riceve come punizione il compito di sterminare tutti gli uomini lucertola ma il servitore chiede di risparmiarli perché crede che possano diventare possenti guerrieri. Allora Demiourgos propone di provare a governare gli uomini lucertola anziché ucciderli per poterli usare a proprio favore in futuro, Ainz si rivela d'accordo e dice a Cocytos di dominare su di loro ma senza terrorizzarli. Ainz si congeda e Demiourgos dice agli altri custodi che il loro sovrano li sta trattando così perché desidera che imparino ad essere più interdipendenti. Il giorno dopo, i custodi e lo stesso Ainz tornano sul campo di battaglia per dare una grande dimostrazione di forza, infatti viene congelato il lago circostante, Gargantua lancia un enorme masso al centro di esso e i non morti eseguono una reale processione per Ainz per fare in modo che questi arrivi in cima alla pietra e parlare agli uomini lucertola. Quando i fratelli Shasha agiscono come rappresentanti, Demiourgos usa la magia del controllo per farli inchinare prima del decreto di Ainz. Cocytos arriverà tra 4 ore per combatterli da solo e se vinceranno saranno per sempre liberi da Nazarick. I leader delle cinque tribù discutono di andare solo loro a combattere lasciando così Crusch al sicuro. Quest'ultima però si oppone e chiede a Zaryusu di metterla incinta per preservare il loro amore. |                  |                 |
| 18       | 5  | Il glaciale dio della guerra 「氷結の武神」 - Hyōketsu no bushin | 6 febbraio 2018  | 26 gennaio 2023 |
| 18       | 5  | I fratelli Shasha, Zenburu, Kyuku Zuzu e Sukyu Juju (rispettivamente i capi dei Razor Tail e dei Small Fang) si preparano per la battaglia con Cocytos. Durante questo lasso di tempo, Ainz e i suoi custodi entrano in una base operativa temporanea mentre Victim fa la guardia al primo piano di Nazarick. Dopo aver visto un trono improvvisato fatto di ossa realizzato dai suoi servitori, Ainz obbliga Shalltear a fargli da sedia come parte della sua punizione per mascherare il disagio di doversi sedere sul trono di ossa, tuttavia questo comporta la vampira ad eccitarsi mentre Albedo si arrabbia. Mentre osserva gli uomini lucertola utilizzando il Mirror or Remote Viewing, uno specchio magico, si imbatte in Zaryusu e Crusch mentre hanno un rapporto intimo, il che fa partire una conversazione tra gli altri spettatori ma Ainz li costringe a tacere per l'imbarazzo. I migliori tra gli uomini lucertola sono pronti e Cocytos arriva sul luogo per combattere con il suo equipaggiamento da custode del piano. Molti uomini lucertola muoiono lasciando solo i fratelli Shasha. Cocytos chiede i loro nomi e concede loro una morte onorevole in battaglia. Più tardi, Ainz si congratula con Cocytos per la sua vittoria e convoca Crusch per stipulare un accordo, se lei gli monitorerà eventuali segni di ribellione del suo popolo allora lui farà rivivere Zaryusu. Crusch è d'accordo e Ainz resuscita Zaryusu, il quale però è al momento un po' confuso ed è meno forte di prima, e così gli abitanti del villaggio iniziano a adorarlo come un dio. Dopo aver promesso la loro fedeltà, Zaryusu chiede che anche suo fratello e Zenburu vengano riportati in vita, e Ainz prende in considerazione la cosa dicendo agli uomini lucertola di mantenere in buono stato i cadaveri dei caduti. Stanchi dalla lunga battaglia, Zaryusu e Crusch vanno a riposarsi. |                  |                 |
| 19       | 6  | Chi trova e chi è trovato 「拾う者、拾われる者」 - Hirou mono, hirowa reru mono | 13 febbraio 2018 | 26 gennaio 2023 |
| 19       | 6  | Mentre si trova ancora nella capitale di Re-Estize, Sebas va alla gilda dei maghi per acquistare una pergamena di incantesimi, e sulla via del ritorno alla villa si imbatte in una giovane donna brutalizzata. Dopo aver ricordato le parole del suo creatore Touch Me, decide di prendere con sé per tenerla al sicuro. L'uomo che l'ha conciata così implora Sebas di non portarla via perché altrimenti verrà ucciso dal sindacato criminale della Otto Dita per essersela lasciata sfuggire, così Sebas dà all'uomo i soldi per fuggire dalla città. Al suo ritorno, Solution viene colta alla sprovvista dalla cura che Sebas riserva alla giovane ragazza, poi viene richiesto a Solution di guarirle le ferite. Una volta sveglia, le viene dato da mangiare e poi scoppia a piangere per la gentilezza dimostrata da Sebas, poi rivela che si chiama Tuare. Sebas ordina a Solution di non informare padron Ainz, affermando che non è una faccenda valida per cui disturbarlo. Nel frattempo, Gazef fa colazione con Brain Unglaus, che è in stato depressivo dopo il suo incontro con Shalltear, e Gazef cerca di aiutarlo. In una regione isolata, il gruppo di avventurieri d'adamantio Rosa Blu distrugge un raccolto illegale utilizzato per la produzione di un potente narcotico chiamato polvere nera. Durante la perlustrazione, Evileye, membro della Rosa Blu, trova una pergamena con un codice che può condurle al leader della Otto Dita. Allo stesso tempo, i capi della Otto Dita discutono dell'incendio del raccolto e del salvataggio della ragazza da parte di Sebas. Al tavolo, Zero, capo della sicurezza della Otto Dita, promette a Cocco Doll, capo del dipartimento degli schiavi, che i suoi uomini gli restituiranno la ragazza che è stata portata via. |                  |                 |
| 20       | 7  | La Rosa Blu 「蒼の薔薇」 - Aoi no bara | 20 febbraio 2018 | 26 gennaio 2023 |
| 20       | 7  | Mentre Ainz esamina le finanze del Nuovo Mondo, trova difficile gestire i fondi per il budget degli uomini lucertola e gli agenti Nazarick sotto copertura. Narberal, nei panni di Narbe, lo raggiunge per riferirgli che alcuni mercanti hanno trovato i minerali da lui richiesti che gli serveranno per verificare l'effettivo valore nella Exchange Box e scoprire quale di questi rende più oro. Dà a Narbe tutti i soldi che gli sono rimasti, ricordandole di non far saltare la loro copertura con gli umani, poi si preoccupa dei problemi finanziari. Altrove, Gazef racconta a Climb che in passato fu salvato da Ainz, poi sfida il giovane guerriero in un breve scontro per testare le sue capacità. Concluso l'allenamento, Gazef fa notare al suo vicecapo che il potere di Climb non può superare quello di un avventuriero di grado d'oro ma può comunque imparare facendo esperienza. Lungo la strada, Gazef vede il principe Zanac parlare con il marchese Raeven, probabilmente per formare un'alleanza nonostante appartengano a due fazioni opposte. Intanto Climb incontra la principessa Renner e gli vengono presentate Lakyus Alvein Dale Aindr, leader delle Rose Blu, e Tina, un'assassina dello stesso gruppo. Sotto la guida di Renner, apprendono che il codice che hanno scoperto durante il raccolto della polvere nera è in realtà un elenco di luoghi importanti per la Otto Dita nella capitale. Un luogo non elencato è un bordello sotterraneo e così le Rose Blu vogliono portare Climb con loro per indagare sulla faccenda. Tuttavia, Renner si ricorda che le figlie di quei nobili sono impiegate a palazzo come sue dame da compagnia e teme che possano farle scoprire. Nel frattempo, Sebas chiese a Tuare di servirlo come domestica nella villa che lui e Solution stanno usando come copertura per celare la loro identità, ma in seguito vengono scoperti da Succulent e Staffan Havish, due governatori della Otto Dita. I due chiedono un risarcimento per l'acquisto di Tuare da parte di Sebas così da essere perdonati per il suo "crimine". Lasciando a Sebas due giorni per riflettere sulla loro proposta, i due si congedano. Mentre Sebas fa una passeggiata per schiarirsi le idee, Solution invia un messaggio ad Ainz per informarlo che Sebas potrebbe pianificare di tradirlo. |                  |                 |
| 21       | 8  | Sentimenti di ragazzo 「少年の思い」 - Shōnen no omoi | 27 febbraio 2018 | 26 gennaio 2023 |
| 21       | 8  | Climb si dirige verso una locanda dove Gagaran ed Evileye stanno pranzando e le informa che Lakyus vuole che siano pronte a mobilitarsi. Mentre la conversazione prosegue, Evileye informa entrambi della nuova squadra d'adamantio "Darkness", che è composta dagli avventurieri Momon e Narbe con il Savio Re del Bosco come animale domestico, lasciando Gagaran sbalordita dalle loro imprese compiute. Climb desidera diventare più forte, ma le due gli consigliano di seguire i propri tempi e di non perdere la sua umanità nella ricerca del potere. Nel frattempo, Brain Unglaus svolge delle commissioni per Gazef e passa davanti a una folla che sta guardando un gruppo di uomini ubriachi che stanno aggredendo un ragazzo solo per averli urtati inavvertitamente. Sopraggiunge Climb per fermarli ma viene anticipato da Sebas, che con i suoi movimenti fulminei riesce a risolvere la questione con un solo pugno. In seguito il maggiordomo si congeda e ma viene presto raggiunto da Climb che con molto entusiasmo gli chiede di dargli una rapida lezione di forza mentre Brain rimane nascosto nell'ombra. Trovando Climb affidabile, Sebas accetta e gli insegna come superare la paura della morte. Il ragazzo riesce così a schivare il colpo di Sebas all'ultimo secondo pensando a Renner, poi si fa vivo Brain, che chiede a sua volta di farsi insegnare da Sebas. Tuttavia, il trio viene circondato da cinque assassini inviati da Succulent, ma Sebas ne sconfigge tre mentre Brain e Climb si occupano degli altri due. Battuti i loro aggressori, Sebas usa un'abilità per interrogare facilmente uno di loro su dove trovare Succulent e la Otto Dita. Il trio decide così di unire le forze per distruggere la Otto Dita nella capitale di Re-Estize e perciò si dirigono verso il bordello di Succulent, ovvero lo stesso luogo in cui Sebas ha salvato Tuare. |                  |                 |
| 22       | 9  | Le scintille si sollevano nell'aria 「舞い上がる火の粉」 - Maiagaru hinoko | 6 marzo 2018     | 26 gennaio 2023 |
| 22       | 9  | Sebas, Brain e Climb arrivano al bordello e scoprono che vi sono due differenti entrate e perciò devono dividersi. Sebas decide di utilizzare la porta principale mentre Climb e Brain prendono quella sul retro. Prima di separarsi, Sebas avverte il duo che, se necessario, ucciderà gli oppositori e ottiene presto il consenso di entrambi che però gli chiedono solo di catturare vivi due membri della Otto Dita, Cocco Doll e Succulent. Sebas smonta facilmente la porta d'acciaio e sconfigge le guardie, poi si imbatte nel governatore Staffan Havish che sta aggredendo senza pietà una schiava per puro piacere. Sebas schiaffeggia Staffan in maniera violenta, e quando quest'ultimo chiede pietà della sua vita promettendogli del denaro in cambio, il maggiordomo afferma che non è degno di vivere e lo uccide. Brain e Climb sconfiggono alcuni nemici e trovano una botola segreta che conduce al deposito sotterraneo. Così Brain va per conto suo alla ricerca di ulteriori indizi mentre Climb rimane di guardia ma poi sopraggiungono Cocco Doll e Succulent attraverso un passaggio nascosto e si trovano davanti al giovane guerriero. Succulent usa la sua magia illusoria per ferire gravemente Climb, ma poi Brain torna indietro e lo sconfigge con una tecnica molto efficace. Il trio riesce a catturare due membri della Otto Dita e tornare alle rispettive case. Brain si reca a casa di Gazef e i due cenano discutendo dei progressi di Climb e di Shalltear, Sebas va nella sua villa dove lo attende Solution che gli riferisce che Ainz è nella stanza accanto in attesa di parlare con lui mentre Climb va da Renner, che è contenta che lui sia sano e salvo. Dopo che Climb va a dormire, Renner chiama la domestica che la stava spiando per dirle quanto sia fantastico Climb poi decide di ucciderla perché ha origliato di nascosto la loro conversazione e ciò rappresenta una mancanza di rispetto verso il suo amato. A tarda notte, Zero raccoglie i restanti membri dei Sei Bracci per uccidere Sebas, Climb e Brain per essersi opposti a loro. |                  |                 |
| 23       | 10 | Preludio ai disordini nella capitale 「王都動乱序章」 - Ōto dōran joshō | 13 marzo 2018    | 26 gennaio 2023 |
| 23       | 10 | Pandora's Actor, con le sembianze di Ainz, indaga sul possibile tradimento di Sebas, con Demiourgos, Victim e Cocytos come testimoni. Ordina a Sebas di uccidere Tuare per confermare la sua lealtà. Sebas obbedisce ma viene fermato appena in tempo da Cocytos, poi viene detto al maggiordomo che si è dimostrato un fedele servitore di Nazarick. Dopo l'arrivo del vero Ainz, questi scopre il nome completo di Tuare e si rende conto che è la sorella di Ninya (l'incantatrice delle Spade Corvine), quindi accetta la richiesta di Sebas di averla come domestica provvisoria. A palazzo reale, Renner e le Rose Blu si incontrano per discutere delle incursioni della Otto Dita, ma il marchese Raeven e il principe Zanac arrivano con una soluzione alla mancanza di uomini per alcuni incarichi. Dopo aver parlato della vera personalità di Renner, questa rivela di essere in possesso di informazioni dannose sulle fazioni reali e nobili e costringe Raeven a prestare il suo esercito privato alle incursioni simultanee della Otto Dita. Raeven accetta con riluttanza e Zanac rivela che il loro fratello maggiore Barbro possiede un magazzino nascosto che scambia narcotici con la Otto Dita. Renner afferma che per contrastare il sindacato potrà contare sull'aiuto delle Rose Blu e addirittura di Gazef Stronoff. Dopo una lunga giornata trascorsa ad acquistare il grano per Demiourgos per nutrire il bestiame (gli umani), Sebas e Solution tornano alla villa per scoprire che Tuare è stata rapita e trovano un messaggio da parte dei Sei Bracci che sfidano il maggiordomo ad ottenere la libertà della ragazza. Solution ricorda a Sebas le parole di Ainz e inviano un messaggio al loro padrone per informarlo della situazione. Ainz, nei panni di Momon, si rivolge ad Albedo per inviare dei rinforzi. Sebbene inizialmente esiti ad aiutare un umano, cede e invia le forze per Demiourgos per distruggere la Otto Dita. Albedo pensa che il nome della gilda Ainz Ooal Gown sia ridicolo, preferendo Momonga, come evidente dal suo stendardo del giocatore originale drappeggiato sul muro e dalla bandiera posta sul pavimento. |                  |                 |
| 24       | 11 | Jaldabaoth 「ヤルダバオト」 - Yarudabaoto | 20 marzo 2018    | 26 gennaio 2023 |
| 24       | 11 | Dopo che Sebas è partito per andare a salvare Tuare dai Sei Bracci, Demiourgos espone il suo piano per la sua "Operazione: Gehenna" alle Pleiadi, Mare e Shalltear. Nel frattempo, nell'accampamento reale, Climb e Brain si alleano con l'ex avventuriero Lockmyer per fare irruzione in una delle basi della Otto Dita. Li incontrano Sebas, che è stato convocato nel medesimo luogo del trio per combattere i Sei Bracci. Quando Sebas incontra quattro membri dei Sei Bracci, impiega solo alcuni secondi per uccidere quest'ultimi e i clienti circostanti. Solution segnala che Zero non è tra gli avventori. Altrove nella residenza di Hilma, quest'ultima si sveglia nel cuore della notte e incontra Mare, che le rompe una gamba e la porta via con sé, lasciando Entoma a ripulire la villa. Mentre Entoma sta facendo uno spuntino con un braccio umano, Gagaran la incontra per caso e combatte contro la domestica degli insetti pensando che faccia parte della Otto Dita. I membri della Rosa Blu, Tia ed Evileye, la raggiungono e insieme sopraffanno e sconfiggono Entoma. Prima di sferrare il colpo finale, Entoma viene salvata da Jaldabaoth e portata in salvo. Dopo che Gagaran e Tia sono state uccise dalla tecnica Hellfire Wall di Demiourgos, Evileye si infuria e attacca il demone ma viene fermata dall'arrivo di Momon. |                  |                 |
| 25       | 12 | La battaglia decisiva dei disordini 「動乱最終決戦」 - Dōran saishū kessen | 27 marzo 2018    | 26 gennaio 2023 |
| 25       | 12 | Evileye richiede l'aiuto di Momon per sconfiggere Jaldabaoth. Momon (Ainz) dimostra di essere alla pari con Jaldabaoth (Demiourgos) mentre difende Evileye allo stesso tempo, il che porta quest'ultima a sviluppare sentimenti romantici per Momon. Jaldabaoth alla fine lascia il combattimento, affermando che sta cercando un oggetto in grado di evocare e controllare lui e i suoi simili all'interno della città. Evileye vorrebbe seguirlo ma Momon la fa desistere, adducendo che se il nemico dovesse combattere a pieni poteri potrebbe non farcela. Successivamente Evileye fa arrabbiare accidentalmente Momon e Narbe quando menziona come Gagaran, Tia e lei abbiano quasi ucciso Entoma. Nel frattempo, Brain, Clim e Lockmyer stanno scortando Tuare fuori dall'edificio quando incontrano Zero che sfida Brain in un combattimento. Unendo le loro forze, Lockmyer e Climb riescono a sconfiggere Succulent travestito da Tuare, mentre Brain e Zero si dimostrano alla pari. Sebas, dopo aver salvato la vera Tuare, li raggiunge per fornire il suo supporto. Sebas afferma che i Sei Bracci sono tutti quanti uccisi lasciando Zero incredulo, poi quest'ultimo lascia perdere Brain e lancia il suo attacco più potente sul maggiordomo, ma questi lo uccide con un solo calcio e senza batter ciglio. Così Sebas porta via Tuare, ma promette di ripagare il debito che ha con Climb e Brain per avergli fornito il loro aiuto nel suo salvataggio. Un cerchio di fuoco creato da Jaldabaoth emerge all'interno della città e viene visto da tutti i presenti. La principessa Renner fa in modo che gli avventurieri e i soldati entrino in una zona designata per uccidere tutti i demoni, mentre Climb, Brain, e Lockmyer tentano di salvare i cittadini. Momon, Narbe ed Evileye si spostano al centro della città per combattere Jaldabaoth, il quale intende usare gli avventurieri e i soldati come carne da cannone. |                  |                 |
| 26       | 13 | L'asso nella manica definitivo 「最強最高の切り札」 - Saikyō saikō no kirifuda | 3 aprile 2018    | 26 gennaio 2023 |
| 26       | 13 | La coalizione di avventurieri interviene per salvare i civili catturati nel settore residenziale, mentre le guardie reali trattengono un'ondata di demoni fino all'arrivo di Momon, Narbe ed Evileye. Brain nota Shalltear travestita e la sfida per dare ai suoi compagni il tempo di fuggire. Brain riesce a tagliare un'unghia di Shalltear con la tecnica Squarcio Quadruplo di Luce e si ritira felicemente mentre è distratta. Mentre lo insegue, Shalltear nota Climb e Lockmyer, lasciandoli indietro dopo aver ricordato l'ordine che Demiourgos le ha dato. I tre umani trovano un magazzino di civili che implorano per i loro averi che gli sono stati sottratti, confermando la teoria della separazione familiare della principessa. Quando Momon, Narbe ed Evileye incontrano Jaldabaoth, vedono le sue cinque domestiche demone mascherate. Mentre gli avventurieri si occupano delle domestiche, Momon combatte Jaldabaoth. Lakyus invece si occupa di numerose ondate di demoni mentre i maghi di supporto curano gli avventurieri feriti, finché non arriva anche Gazef e l'esercito personale del re. Altrove, Demiourgos e Ainz parlano in privato in un edificio abbandonato per discutere del piano completo del primo. Infine si sceglie di attribuire tutta la colpa a Jaldabaoth per aumentare la fama di Momon. Mentre Evileye combatte, Narberal chiacchiera tranquillamente con tre delle sue sorelle di nascosto. Quando Mare dà il segnale tramite un terremoto le domestiche tornano a ricoprire i rispettivi ruoli. Evileye si riunisce con Narbe e Jaldabaoth viene fatto tornare in scena da Momon. Così Jaldabaoth decide di battere in ritirata, cessando così il conflitto. Gli avventurieri e i soldati si radunano e acclamano Momon come un eroe del regno. Altrove, Aura cattura i restanti leader della Otto Dita e li rende servitori di Ainz. Dopo una certa resistenza, Hilma esorta i gemelli elfi oscuri a lasciarla diventare una fedele del loro signore per timore di farsi torturare ancora da Duca Terrore. Aura glielo promette, affermando che ora controlleranno metà del paese. Nell'Impero di Baharuth, Fluder Paradyne informa l'imperatore Jircniv Rune Farlord El Nix che, mentre indaga su Ainz, ritiene che l'incantatore sia maggiore o uguale al suo livello di potere magico. Pur desiderando incontrare Ainz di persona, Jircniv ordina a Fluder di indagare anche sull'avventuriero d'adamantio Momon. |                  |                 |

### Terza stagione
| Nº serie | Nº | Titolo italiano Giapponese 「Kanji」 - Rōmaji | In onda           | In onda          |
| Nº serie | Nº | Titolo italiano Giapponese 「Kanji」 - Rōmaji | Giapponese        | Italiano         |
| 27       | 1  | La malinconia del sovrano 「支配者の憂鬱」 - Shihai-sha no yūutsu | 10 luglio 2018    | 27 febbraio 2023 |
| 27       | 1  | Dopo gli eventi di Re-Estize, Ainz fa prendere un giorno libero ad alcuni dei custodi dei piani. Le donne (Albedo, Shalltear e Aura) trascorrono del tempo vicino al lago del sesto piano, dove Albedo scopre che non può cavalcare la sua evocazione Bicorno, un cavallo, perché è una "fanciulla immacolata", stupendo non poco le altre due. Intanto Ainz invia un promemoria ai custodi dei piani di sesso maschile per incontrarsi successivamente alle terme per rilassarsi un po'. Più tardi, dopo che Ainz ha fatto degli allenamenti per la sua "Postura da signore supremo" nei suoi alloggi personali, esce per incontrare Mare e Albedo. Dopo una sincera ammissione di gioia per averli al proprio fianco, Albedo soccombe alla sua lussuria e cerca di violentare Ainz nel suo ufficio, ma poi le guardie e Mare riescono ad allontanare Albedo. In serata, i maschi si stanno rilassando alle terme, ma sentono Albedo mentre sta tentando clamorosamente di scalare il muro divisorio e un golem di difesa programmato da Luci★Fer che la attacca per la sua "mancanza di educazione in bagno", così Ainz ordina ai custodi maschi di aiutare le femmine, sperando che la prossima volta avranno più tempo per rilassarsi. |                   |                  |
| 28       | 2  | Ritorno al villaggio di Carne 「カルネ村再び」 - Karune-mura futatabi | 17 luglio 2018    | 27 febbraio 2023 |
| 28       | 2  | Ainz riunisce gli NPC per rivedere il grande piano generale ma in realtà vuole solo scoprire come pensa Demiourgos. Viene rivelato che tutti gli NPC stanno pianificando di conquistare il mondo, ed Ainz si rivela totalmente ignaro della cosa. Demiourgos ribadisce che l'obiettivo del suo signore è quello di controllare tutto come ha già dimostrato con il Villaggio di Carne che è stato soggiogato senza vittime e con gli abitanti che vivono pacificamente. In sostanza ritiene che Ainz abbia fatto diversi esperimenti per governare al meglio i suoi sudditi. Nel frattempo al Villaggio di Carne, Nfirea sta trascorrendo intere notti a sviluppare una pozione per Ainz, mentre Enri si prende cura della truppa goblin che sta proteggendo il villaggio e si scopre che gli sono stati addirittura dei nomi. L'unica nuova residente nel villaggio è Brita, che ha lasciato la sua attività di avventuriera dopo essere sopravvissuta al suo incontro con Shalltear. Dopo aver esaurito le erbe medicinali, Enri, Nfirea e tre goblin cercano nella foresta le suddette erbe. Dopo aver trovato una zona in cui crescono, vedono un bambino hobgoblin ferito da un Barghest, quindi i goblin supportati da Nfirea uccidono la bestia oscura, salvando il piccolo hobgoblin. Nfirea usa la pozione viola sperimentale per curare completamente Agu, il piccolo hobgoblin, poi quest'ultimo spiega di essere stato attaccato dai servitori del Gigante dell'Est, che a sua volta si è alleato con la Serpe dell'Ovest, comportando uno squilibrio di potere nella foresta e minacciando di conseguenza il villaggio. |                   |                  |
| 29       | 3  | Le giornate frenetiche e turbolente di Enri 「エンリの激動かつ慌ただしい日々」 - Enri no gekidō katsu awatadashii hibi | 24 luglio 2018    | 27 febbraio 2023 |
| 29       | 3  | Enri, Nfirea e la truppa goblin portano Agu al Villaggio di Carne e il piccolo hobgoblin inizia a spiegargli della situazione nel Grande Bosco. Qualche tempo prima, venne costruito il Monumento della Rovina custodito dai non morti e dopo che la Grande Bestia Magica del Sud (Hamsuke) è scomparsa, il Gigante dell'Est si è alleato con la Serpe dell'Ovest per sconfiggere il padrone dei non morti. Tenendo conto di una possibile minaccia, Brita va ad informare il Corpo di Vigilanza sulle procedure di evacuazione, mentre Nfirea chiede a Lupusregina di consegnare una pozione viola ad Ainz informandolo che quest'ultima è allo stato antecedente a quella rossa che aveva dato in passato ad Enri. Mentre Lupus si offre per chiedere aiuto ad Ainz, Enri crede che dovrebbero cercare di fare del loro meglio da soli. Dopo l'incontro, la truppa goblin avverte Agu di non fidarsi di Lupusregina, che è più pericolosa di quanto lascia intendere. Giunta la notte, la truppa goblin trova il resto della tribù di Agu e un gruppo di ogre; un goblin, Jugem, chiede poi ad Enri di sottomettere gli ogre, i quali giurano velocemente fedeltà alla ragazza. Poiché i sopravvissuti hanno bisogno di cure mediche, Nfirea deve rimanere sveglio tutta la notte mentre Enri va a E-Rantel il mattino seguente. Arrivata al cancello principale, Enri viene fermata da alcune guardie che trovano il suo corno dei goblin e sta per essere arrestata, ma poi arriva Momon che garantisce per lei e viene rilasciata. Enri si reca così alla gilda degli avventurieri per chiedere aiuto per il suo villaggio ma non può permettersi i loro servigi per via del troppo denaro richiesto, così arriva di nascosto Momon che paga per lei e l'incarico viene accettato senza problemi. Enri incontra la sua truppa goblin e offre loro nuove armi come segno di ringraziamento per tutto ciò che hanno fatto per il villaggio. Tornata indietro, Enri viene improvvisamente scelta come nuovo capo villaggio e consulta Lupusregina e Nfirea; in seguito accetta l'incarico. Lupusregina incontra poi Yuri Alpha che la informa che Ainz l'ha convocata; sempre Lupusregina afferma che le piacerebbe vedere l'intero villaggio bruciare, sperando di vederlo distrutto. |                   |                  |
| 30       | 4  | Il gigante dell'est e la serpe dell'ovest 「東の巨人、西の魔蛇」 - Higashi no kyojin, nishi no maja | 31 luglio 2018    | 27 febbraio 2023 |
| 30       | 4  | Ainz rimprovera Lupusregina per non avergli riferito delle attuali condizioni del Villaggio di Carne. Lupusregina afferma che non pensava che fosse importante, ma Ainz la informa del valore di Nfirea e le ordina di proteggere lui, Enri e Lizzie più di ogni altra cosa. In seguito, Ainz e Aura vanno a cercare il Gigante dell'Est e la Serpe dell'Ovest per vedere che tipo di mostri sono. Scoprono che il Gigante è un grande troll di nome Gu e la Serpe dell'Ovest è una naga di nome Ryraryus. Ainz offre loro di sottomettersi al suo cospetto o morire. Ryraryus obbedisce rapidamente dopo non essere riuscito a scappare, tuttavia, Gu rifiuta e i due combattono. Gli attacchi di Gu si rivelano inefficaci e Ainz neutralizza lui e gli altri troll e ogre. Successivamente, Ainz chiede a Demiourgos di rivedere il menu per una cena che Ainz sta pianificando quando Ainz viene informato che il Villaggio di Carne è sotto attacco e dà a Lupusregina il permesso di impegnarsi a combattere. |                   |                  |
| 31       | 5  | I due leader 「二人の指導者」 - Futari no shidō-sha | 7 agosto 2018     | 27 febbraio 2023 |
| 31       | 5  | Le forze di Gu iniziano il loro attacco al Villaggio di Carne. Mentre la truppa di goblin, gli ogre alleati e il Comitato di Vigilanza si preparano a difendere il villaggio, i restanti abitanti si rifugiano. Quando la battaglia inizia al cancello principale, Enri e Nfirea controllano il villaggio per assicurarsi che tutti siano al sicuro quando vedono un troll scavalcare il cancello posteriore. Per impedire al troll di trovare gli abitanti del villaggio nascosti, i due lo distraggono mascherando il loro odore. Tuttavia dopo un po' il troll riesce a capire il trucco e Nfirea dice a Enri di scappare a chiedere aiuto altrove e le confessa il suo amore. Nfirea continua a combattere il troll mentre Enri si mette al sicuro, tuttavia il ragazzo viene sopraffatto dalla forza del mostro. Poco prima che il troll possa ucciderlo, appare Lupusregina che lo salva ed uccide il nemico. Anche la battaglia al cancello termina con successo e Lupusregina informa Nfirea ed Enri dell'invito di Ainz a una cena a Nazarick. |                   |                  |
| 32       | 6  | Invito per l'oltretomba 「死出への誘い」 - Shide e no sasoi | 14 agosto 2018    | 27 febbraio 2023 |
| 32       | 6  | Al mago reale, Fluder Paradyne viene detto che il gruppo di avventurieri d'adamantio Darkness desiderano incontrarlo. Nel frattempo, il gruppo di appaltatori, Foresight, si prepara ad intraprendere una missione esplorando una tomba sconosciuta all'interno dei confini del Regno di Re-Estize. La missione sembra prevedere un lauto compenso anche se pericolosa, ma hanno deciso di accettarla comunque poiché uno dei loro membri, Mage Arche, ha bisogno di soldi per prendere le sue sorelline e sfuggire ai suoi genitori fortemente indebitati che si rifiutano di dimezzare le loro spese. Si incontrano con altri tre gruppi di appaltatori; Dragon Hunt, Heavy Masher e i Guerrieri Celesti. Sono stati tutti assunti da un nobile del Regno di Baharuth, che ha anche assunto Momon e Nabe come protezione aggiuntiva. Poco prima che tutti si mettano al lavoro, Momon chiede il motivo per cui tutti gli appaltatori hanno accettato questa missione, e scopre che si tratta di "denaro". Momon accetta la risposta, ritenendo la sua domanda non necessaria. |                   |                  |
| 33       | 7  | Una farfalla aggrovigliata nella tela del ragno 「蜘蛛に絡められる蝶」 - Kumo ni karamerareru chō | 21 agosto 2018    | 27 febbraio 2023 |
| 33       | 7  | Gli appaltatori arrivano a Nazarick ed esplorano brevemente l'esterno e scoprono immense ricchezze. Decidono tutti di spostarsi all'interno e più in profondità, ad eccezione dei Dragon Hunt, che decidono di stare fuori per proteggere l'entrata, sfruttando segretamente gli altri gruppi come esche. All'interno di Nazarick, i gruppi vengono rapidamente separati nel loro desiderio di trovare più tesori. All'esterno, i Dragon Hunt incontrano le Pleiadi, che evocano una serie di potenti guerrieri non morti chiamati Nazarick Old Guarder, che sconfiggono rapidamente il gruppo di appaltatori, massacrandoli tutti. Gli Heavy Masher vengono inseguiti brevemente da un certo numero di Elder Lich, prima che i membri vengano teletrasportati in due differenti luoghi; alcuni finiscono alla Capsula nera, dove vengono dati in pasto agli scarafaggi di Duca Terrore. Un altro membro viene teletrasportato nella sala delle torture e torturato da Neuronist Painkill, presumibilmente a morte. I Guerrieri Celesti invece incontrano Hamsuke, che si sta allenando per diventare un guerriero. Dopo un breve combattimento, il leader dei Guerrieri Celesti, Erya Uzruth, viene ucciso facilmente dopo che Hamsuke fa uso delle arti marziali e con uno squarcio lo decapita. A questo punto le sue schiave elfe iniziano a prendere a calci il suo corpo senza vita e Hamsuke rimane incerto su cosa sia meglio fare con loro. I Foresight vengono teletrasportati all'arena del sesto piano, dove vengono presentati come invasori e incontrano Ainz in persona. |                   |                  |
| 34       | 8  | Una manciata di speranza 「一握りの希望」 - Hitonigiri no kibō | 28 agosto 2018    | 27 febbraio 2023 |
| 34       | 8  | I Foresight cercano di scusarsi con Ainz per aver violato Nazarick, ma quest'ultimo si rifiuta di ascoltare le loro scuse e afferma che sono peggio dei vermi in quanto hanno osato entrare a Nazarick come ladri senza il suo esplicito permesso. Il leader dei Foresight, Hekkeran, cerca di bleffare e dire di aver ricevuto il permesso da un "mostro bello grosso", ma Ainz vede attraverso la bugia, che lo fa infuriare ulteriormente. Inizialmente li attacca con una spada e uno scudo, ma mentre li travolge con la sua forza, gli appaltatori sfruttano le loro abilità, esperienza e capacità di lavorare in squadra per rimanere relativamente illesi. Ainz sostiene di aver "giocato" abbastanza e si rivela un incantatore; Arche inizialmente nega la sua affermazione fino a quando Ainz non mostra il suo vero potere, che aveva nascosto durante la battaglia corpo a corpo. L'impatto di questa rivelazione sconvolge Arche al punto che vomita in preda al terrore e i Foresight tentano ancora una volta di reagire, ma falliscono miseramente, con Hekkeran che finisce paralizzato. Dopo la caduta di Hekkeran, gli altri membri Roberdyck e Imina dicono ad Arche di fuggire e di tornare dalle sue sorelle. Una volta che questa è scappata, gli altri implorano Ainz di avere pietà di lei, e lui accetta, ma poi dice a Shalltear di mostrare ad Arche le profondità della disperazione e di ucciderla in maniera indolore. In seguito Ainz sconfigge facilmente Roberdyck e Imina. Roberdyck viene poi utilizzato per condurre alcuni esperimenti mentali, mentre Imina e Hekkeran vengono dati a Gashokukochuuou; un NPC parassita. Arche tenta di sfuggire da Shalltear ma fallisce nell'impresa quando scopre di essere in realtà sottoterra e non c'è via d'uscita, dopodiché Shalltear rivela la sua vera forma e la uccide. Mara e Aura in seguito si recano nell'Impero di Baharuth, dove affrontano l'imperatore Jircniv per aver mandato gli appaltatori nella loro catacomba e gli chiedono di espiare questo crimine. |                   |                  |
| 35       | 9  | Scontro verbale 「舌戦」 - Zessen | 4 settembre 2018  | 27 febbraio 2023 |
| 35       | 9  | L'imperatore Jircniv si reca a Nazarick per scusarsi per l'invasione della suddetta catacomba, e riceve immediatamente una dimostrazione del potere di Nazarick quando usano facilmente la magia di livello 6 e sfruttano i Death Knight, mostri capaci di massacrare interi eserciti ma anche di svolgere compiti umili come apparecchiare la tavola. Ainz mostra ulteriormente il suo potere, quando gli viene data la testa dell'aristocratico che era responsabile dell'invio degli appaltatori a Nazarick (anche se in realtà l'ordine era stato dato segretamente proprio da Jircniv) e lo trasforma in un Death Knight. Ainz rivela la sua intenzione di schiacciare chiunque oserà mettersi contro di lui e riportare la pace nei dintorni della catacomba, e Jircniv estende un'offerta di amicizia per proteggere l'Impero di Baharuth, mentre suggerisce a Nazarick di stabilire un regno vero e proprio, ma intende segretamente istituire un'alleanza alle sue spalle per sconfiggerlo. Tuttavia Demiourgos ha già compreso le vere intenzioni dell'imperatore e lo rivela successivamente ad Ainz e gli altri NPC. Jircniv si rende conto che Fluder Paradyne ha effettivamente lavorato con Ainz per tutto il tempo e lo ha tradito; ciò viene confermato in un flashback, in cui Ainz rivela il suo vero potere a Fluder, e quest'ultimo gli giura eterna lealtà in cambio dell'opportunità di "scrutare nell'abisso della magia". |                   |                  |
| 36       | 10 | I preparativi per la guerra 「戦争準備」 - Sensō junbi | 11 settembre 2018 | 27 febbraio 2023 |
| 36       | 10 | Ainz fonda il Regno dello Stregone di Nazarick e chiede al Regno di Re-Estize di ritirarsi da tutte le terre intorno a E-Rantel, sostenendo che appartengono al Regno dello Stregone mentre l'Impero di Baharuth lo sostiene. Gazef chiede al re di fare come desidera Ainz, sostenendo che combattere quest'ultimo sarebbe un'idea terribile, ma il sovrano rifiuta il suo consiglio perché assecondarlo sarebbe un segno di debolezza che non può permettersi di mostrare dato che la fazione reale di Re-Estize ha iniziato a crescere in forza dopo l'incidente di Jaldabaoth. Il marchese Raeven si rivela d'accordo con il re e viene nominato comandante della guerra. Il principe ereditario Barbro è ansioso di mettersi alla prova e cerca di unirsi a loro, ma invece viene inviato al Villaggio di Carne per interrogare gli abitanti riguardo ad Ainz. Dopo aver ottenuto più informazioni possibili, Barbro decide di arruolare gli abitanti del villaggio per usarli come ostaggi contro Ainz. Quest'ultimo arriva al campo dell'esercito di Baharuth prima di convocare il suo esercito di Death Knight. |                   |                  |
| 37       | 11 | Un'altra battaglia 「もう一つの戦い」 - Mō hitotsu no tatakai | 18 settembre 2018 | 27 febbraio 2023 |
| 37       | 11 | L'esercito di Barbro arriva al Villaggio di Carne ed Enri, il nuovo capo, cerca di guadagnare tempo per nascondere i goblin e gli ogre. Barbro ordina quindi ai suoi uomini di bruciare una torre di guardia per minacciare gli abitanti del villaggio, ma l'azione ricorda a quest'ultimi dell'incidente da cui Ainz li aveva salvati un po' di tempo prima, portandoli così a prendere le armi per fronteggiare Barbro per conto di Ainz. Lupusregina osserva lo svolgersi degli eventi e li comunica ad Ainz. Enri e Nfirea decidono di condurre le donne e i bambini fuori dal retro, mentre gli uomini normodotati, i goblin e gli ogre fungono da distrazioni dal fronte. La strategia sembra funzionare, ma i soldati presenti sul retro si accorgono degli abitanti del villaggio in fuga e, nel tentativo di far perdere tempo al nemico, Enri suona il secondo corno dei goblin che Ainz le aveva dato in passato, e l'oggetto finisce per evocare un esercito di 5000 goblin mercenari pronti ad aiutarla. Ainz si rivela sorpreso, ma teorizza che il corno in realtà nasconda un potere unico che nessuno ha mai sbloccato in precedenza, e che Enri sia riuscita ad ottenere le condizioni per farlo. L'esercito dei goblin si rivela più che all'altezza dei coscritti di Barbro e li mette in fuga, salvando il villaggio. Più tardi, l'esercito di Barbro viene circondato dai Berretti Rossi di livello 41 e Lupusregina rivela la sua intenzione di massacrare lo stesso Barbro e il resto dei suoi uomini. Barbro tenta di contrattare, sottolineando che è il principe ereditario, ma Lupusregina si mostra indifferente sostenendo che non è necessario per i piani di Ainz. |                   |                  |
| 38       | 12 | Massacro 「大虐殺」 - Dai gyakusatsu | 25 settembre 2018 | 27 febbraio 2023 |
| 38       | 12 | Jircniv rivela ai suoi consiglieri che ha intenzione di far scagliare la prima pietra ad Ainz nell'imminente guerra, al fine di valutare la sua vera forza e rivelare la minaccia che rappresenta per il mondo, sperando di sfruttarla e portare così il Regno di Re-Estize a formare un'alleanza. L'esercito di 60.000 uomini dell'Impero di Baharuth è composto da cavalieri ben addestrati, mentre l'esercito del Regno di Re-Estize presenta 240.000 uomini, ma principalmente si tratta di coscritti piuttosto che soldati addestrati. Gazef e Raeven si trovano in prima linea e a Gazef sono state date le Quattro Regalie del regno; un'armatura di adamantite, una spada magica chiamata Razor Edge che può tagliare qualsiasi cosa, Guanti della Resistenza che forniscono resistenza infinita e l'Amuleto dell'Immortalità che permette di rigenerarsi. Ainz si avvicina alla prima linea con il suo esercito di Death Knight, poi inizia a lanciare un incantesimo di livello super. Rendendosi conto del pericolo rappresentato da Ainz, Raeven e Gazef tentano di impartire l'ordine di ritirarsi, ma non fanno in tempo. Il fianco sinistro dell'esercito del Regno di Re-Estize, composto da 70.000 uomini, carica mentre Ainz lancia l'incantesimo, Iä Shub-Niggurath, che massacra l'intero fianco sinistro e procede a sacrificarlo per evocare 5 enormi mostri chiamati "Neri Capri", che lui si dirige verso l'esercito del Regno di Re-Estize per schiacciarlo letteralmente sotto le zampe dei mostri. Gazef tenta di contrattaccare, ma i Neri Capri si rivelano inarrestabili, finché Ainz non entra nel campo di battaglia e si avvicina a Gazef e gli chiede di diventare suo subordinato in cambio del richiamo dei Neri Capri. Gazef rifiuta anche se Ainz cerca di esortarlo a cambiare idea, poi mentre Ainz continua il massacro, Gazef lo sfida a duello. |                   |                  |
| 39       | 13 | PVP 「PVP」 - PVP | 2 ottobre 2018    | 27 febbraio 2023 |
| 39       | 13 | Gazef sfida Ainz, pur sapendo di non aver possibilità di vincere, e Ainz accetta il duello. Prima di combattere, Ainz esamina la spada di Gazef per rivelare che ha proprietà sconosciute e nonostante sia imbevuta di quantità minori di mana, è in grado di ferirlo e possibilmente ucciderlo. Prima che lo scontro abbia inizio, viene chiesto a Climb di dare il via alla battaglia, il giovane cavaliere accetta e gli chiede se può usare delle campanelle magiche. Ainz si rivela d'accordo e così non appena Climb suona le campanelle, Ainz lancia una magia che ferma il tempo. Usa un incantesimo di morte istantanea per uccidere Gazef mentre il tempo è sospeso. Chiama a sé i Neri Capri, in segno di rispetto per Gazef, ma avverte Brain che se il Regno di Re-Estize si rifiuterà di arrendersi, allora farà scatenare le creature nella capitale. Jircniv viene informato del potere di Ainz, lasciandolo profondamente inorridito. Il re e i nobili del regno sono terrorizzati dagli ultimi avvenimenti e non hanno altra scelta che rinunciare a E-Rantel, seguendo le richieste di Ainz. Brain e Climb credono che l'inutile tentativo di Gazef di combattere Ainz fosse un modo per aiutarli a saperne di più su di lui, per preparare le loro difese e Brain giura di diventare migliore di Gazef. Ainz arriva a E-Rantel esibendosi in una grande processione, ma tutte le persone si nascondono all'interno degli edifici per la paura. Un bambino tenta di lanciare un sasso ad Ainz, e questa sua mancanza di rispetto fa sì che Albedo tenti di giustiziarlo, ma il piccolo viene salvato da Momon. Quest'ultimo, interpretato da Pandora's Actor, viene arruolato da Ainz per agire come rappresentante dei cittadini ed esecutore della legge. In seguito si scopre che tutto ciò fa parte del piano di Demiourgos per trovare e uccidere tutti i nemici restanti facendo si che gli umani si radunino sotto il cospetto di Momon mentre quest'ultimo serve Ainz. I custodi dei piani giurano ancora una volta la loro fedeltà ad Ainz come Re Stregone, e lui dichiara la fondazione del Regno dello Stregone. |                   |                  |

### Quarta stagione
| Nº serie | Nº | Titolo italiano Giapponese 「Kanji」 - Rōmaji | In onda           | In onda        |
| Nº serie | Nº | Titolo italiano Giapponese 「Kanji」 - Rōmaji | Giapponese        | Italiano       |
| 40       | 1  | Il Regno dello Stregone Ainz Ooal Gown 「アインズ・ウール・ゴウン魔導国」 - Ainzu Ūru Goun madō kuni | 5 luglio 2022     | 25 aprile 2023 |
| 40       | 1  | Ainz è in preda alla depressione, circondato solo da servitori leali e rimpiangendo i membri della sua ex gilda. Durante l'analisi di diverse proposte degli abitanti di Nazarick, decide di aprire un orfanotrofio a E-Rantel per scoprire giovani talenti a beneficio di Nazarick e assumere vedove dei soldati morti nella piana di Katze. Aura e Mare si uniscono a lui, mentre Albedo avverte che E-Rantel sta affrontando una crisi di approvvigionamenti a causa della paura dei mercanti di entrare in città ora che Ainz è re; Demiourgos ha piantato semi in tutto il regno per mitigare il problema. Ainz concede ad Albedo il permesso di visitare Re-Estize per questioni urgenti, mentre Pandora's Actor assume temporaneamente le sue mansioni. Durante un incontro, Ainz esprime il desiderio che Pandora's Actor cresca e superi le sue aspettative, trattandolo come un figlio e chiedendogli di mantenere segreto il suo favoritismo. Pandora's Actor rivela che molti umani sono preoccupati per il modo in cui Ainz governa E-Rantel, e Ainz teme che i custodi li considerino creature inferiori. Con i Death Knight che mantengono la pace, gli avventurieri hanno meno lavoro. Ainz si incontra con Ainzach, il capogilda locale, proponendo di integrare la gilda degli avventurieri nel suo regno per sostenerli e incoraggiarli a esplorare il mondo. Annuncia infine l'intenzione di creare un regno dove tutti possano vivere pacificamente, indipendentemente dalla razza, continuando a cercare tracce dei suoi ex compagni. |                   |                |
| 41       | 2  | Il Regno di Re-Estize 「リ・エスティーゼ王国」 - Ri Esutīze ōkoku | 12 luglio 2022    | 25 aprile 2023 |
| 41       | 2  | Ainz è preoccupato che il suo piano per un regno pacifico possa ostacolare le ambizioni di dominio mondiale. A Re-Estize, la principessa Renner avvia un orfanotrofio per scoprire orfani con talento magico. Con il principe Barbro ancora scomparso, Zanac diventa principe ereditario ad interim. Brain, colpito dalla morte di Gazef, cerca giovani spadaccini per trovare un successore e riceve aiuto da Vesture Kloff Di Laufen, ex avventuriero e mentore di Gazef. Albedo arriva a Re-Estize e incontra Zanac. Durante la sua festa di benvenuto, il nobile Phillip Montserrat, affascinato da Albedo, la invita a un'altra festa, nonostante l'opposizione del padre, furioso per la morte del fratello di Phillip a causa di Ainz. Phillip è determinato a stabilire legami con il Regno dello Stregone per trarne vantaggio. Alla festa, Hilma Cygnaeus, ex capo della Otto Dita ora al servizio del Regno dello Stregone, aiuta Phillip a organizzare l'evento sperando di guadagnare quando lui erediterà il titolo. Phillip cerca di impressionare Albedo e rivela a Hilma il suo piano di matrimonio con lei, spaventandola per le conseguenze. Albedo esprime disgusto per Phillip ma decide di lasciarlo vivere per la sua utilità. Hilma e Albedo si incontrano segretamente con nobili influenti per pianificare una soluzione alla crisi degli approvvigionamenti di E-Rantel. La principessa Renner, ricompensata da Albedo per la sua lealtà con un misterioso oggetto, attende il momento opportuno per utilizzarlo in vista di un'imminente invasione del regno. |                   |                |
| 42       | 3  | L'Impero di Baharuth 「バハルス帝国」 - Baharusu teikoku | 19 luglio 2022    | 25 aprile 2023 |
| 42       | 3  | In un flashback, si scopre che Ainz ha dato ad Albedo lo scettro Vuoto Primordiale prima della sua partenza per Re-Estize, per proteggerla da potenziali lavaggi del cervello, come accaduto a Shalltear. Nel presente, i Cardinali della Teocrazia di Slane discutono del Regno dello Stregone e dell'imperatore Jircniv. La loro spia, l'Astrologa delle Mille Leghe, si è rinchiusa in sé stessa dopo aver visto Ainz utilizzare una magia di 11º livello per sterminare 130.000 uomini. Senza informazioni utili, i Cardinali decidono di contattare Jircniv. Nel frattempo, Jircniv è sopraffatto dallo stress causato da Ainz e dalla guerra, tanto da perdere i capelli. Cerca di allearsi segretamente con la Teocrazia di Slane e assume gli avventurieri d'adamantio Canarino Argentato come guardie per un incontro con i loro rappresentanti. Durante un'esibizione di gladiatori, Jircniv apprende che il guerriero più forte dell'Impero, il Re Marziale, sfiderà Ainz. Questo lo manda nel panico, temendo che Ainz abbia manipolato la situazione per costringerlo a scegliere tra sostenerlo o tradirlo. La Teocrazia accusa Jircniv di cospirazione ma non ha la forza per opporsi ad Ainz. Mentre Ainz si prepara per il duello nell'arena, Jircniv cerca l'opinione dei membri del tempio e li convince a osservare il combattimento di Ainz per cercare eventuali punti deboli. |                   |                |
| 43       | 4  | Il sovrano degli intrighi 「謀略の統治者」 - Bōryaku no tōchisha | 26 luglio 2022    | 25 aprile 2023 |
| 43       | 4  | Ainz, dopo la partenza di Albedo per Re-Estize, decide di mettere in atto una strategia pubblicitaria per dimostrare il suo potere e la sua misericordia. Con l'aiuto di Ainzach, riesce a infiltrarsi nell'Impero di Baharuth. Ainzach avverte Ainz che reclutare avventurieri esperti potrebbe essere problematico, poiché dovrebbero rinunciare ai loro guadagni per il Regno dello Stregone. Pertanto, Ainz decide di addestrare dei principianti, organizzando combattimenti nell'anfiteatro per attrarre potenziali allievi e incontra un lanista per facilitare ciò. Ainz si confronta con Fluder per raccogliere informazioni e lo ricompensa con un tomo che svela la natura delle anime. In seguito, incontra Osk, il lanista, e si interessa a una spada incantata con delle rune proveniente dal Regno Nanico. Ainz convince Osk a organizzare un incontro con Go Gin, un troll intelligente noto come Re Marziale. Quando arriva il momento dello scontro, Ainz esprime il desiderio di reclutare Go Gin se dovesse vincere. Per garantire equità, Ainz non utilizza magie potenti e impiega i pugnali di Clementine. Go Gin è entusiasta di combattere contro Ainz e promette di raggiungere il suo livello. Tuttavia, Ainz sconfigge Go Gin e annuncia al pubblico la sua intenzione di addestrare avventurieri e esplorare il mondo, rassicurandoli che non devono temere la morte se serviranno lui. Successivamente, resuscita Go Gin davanti agli spettatori. Jircniv, disperato, chiede ad Ainz di trasformare l'Impero di Baharuth in uno stato vassallo del Regno dello Stregone. Inizialmente riluttante, Ainz accetta di discutere i dettagli della proposta, sperando così Jircniv di sopravvivere diventando un utile servitore per Ainz. |                   |                |
| 44       | 5  | Alla ricerca del regno dei nani 「ドワーフの国を求めて」 - Dowāfu no kuni o motomete | 2 agosto 2022     | 25 aprile 2023 |
| 44       | 5  | Albedo informa Demiourgos che Ainz potrebbe non essere soddisfatto del suo operato e lo esorta a non trattenersi nel perseguire i suoi obiettivi. Ainz ha rapidamente trasformato l'Impero di Baharuth in uno stato vassallo, e ora intende negoziare con il regno dei nani per accedere alle loro arti runiche. Decide di portare con sé Aura, Shalltear e Zenberu, un uomo lucertola che ha visitato il regno in passato, sperando che l'esperienza possa essere utile anche a Shalltear. Ainz rivela in privato che le rune provengono da YGGDRASIL e si chiede se un altro giocatore le abbia insegnate ai nani. Giunti all'entrata del regno, trovano la zona deserta. Inviando degli Hanzo in esplorazione, scoprono un solo individuo rimasto: Gondo Barbafulva. Dopo un iniziale spavento per l'aspetto di Ainz, Gondo spiega che gli artigiani runici sono in via di estinzione a causa dell'introduzione di incantesimi di incantamento, più facili da usare. Nonostante il suo desiderio di riportare in auge l'arte runica, Gondo ammette di non avere il talento necessario, a differenza di suo padre. Ainz offre supporto per aiutare gli artigiani runici e Gondo gli giura fedeltà. In seguito, incontrano i quagoa, semiumani simili a talpe che mangiano metalli, causando l'abbandono della città. Ainz ordina a Shalltear di catturarli vivi e lei comprende correttamente le sue intenzioni. Da uno dei quagoa catturati, Ainz scopre che sono parte di un distaccamento dell'esercito principale che ha bloccato la Grande Voragine e sta avanzando per distruggere ciò che resta del regno dei nani |                   |                |
| 45       | 6  | Crisi incombente 「迫りくる危機」 - Semarikuru kiki | 9 agosto 2022     | 25 aprile 2023 |
| 45       | 6  | L'esercito di quagoa attacca la roccaforte di Feoh Jera, ma Ainz arriva in soccorso del comandante dell'esercito, il quale accetta immediatamente il suo aiuto. Due Death Knight di Ainz riescono a respingere i quagoa, ma vengono distrutti quando il capobranco Yozu fa crollare il ponte su cui si trovano, portando Ainz a sospettare che dei giocatori di Yggdrasil siano stati coinvolti nella loro sconfitta. Durante un incontro con il Consiglio reggente, Ainz propone un'alleanza commerciale e la sua protezione, offrendo di riconquistare la capitale dei nani, Feoh Berkana, dai quagoa, nonostante l'elevato numero di nemici e i draghi di ghiaccio che li supportano. In cambio, richiede che tutti gli artigiani runici si trasferiscano nel suo regno. Sebbene inizialmente riluttanti, i membri del consiglio accettano la proposta di Ainz come unica soluzione valida. Ainz incontra gli artigiani runici e li incoraggia a riprendere il loro lavoro, mostrando loro un'arma con venti rune incise. Gondo, uno degli artigiani, è triste per il declino delle arti runiche nel Regno dei nani, ma Ainz lo rassicura sul loro valore per il Regno dello Stregone. Gondo si offre quindi di guidare Ainz verso la capitale, rivelando di voler recuperare un manuale ereditato dalla famiglia reale nella sala del tesoro come vendetta personale. Ainz accetta la proposta e spiega a Shalltear la strategia migliore da adottare contro i nemici. Dopo aver superato tre ostacoli per raggiungere Feoh Berkana, Ainz si prepara a incontrare i draghi e ricorda Niña Veyron, che voleva aiutarlo a ottenere informazioni su di loro, provando rammarico per la sua prematura morte. |                   |                |
| 46       | 7  | Frost Dragon Lord 「霜の竜王」 - Shimo no ryūō | 16 agosto 2022    | 25 aprile 2023 |
| 46       | 7  | Yozu comunica la sua sconfitta a Pe Riyuro, il re delle tribù dei quagoa, il quale decide di cercare aiuto dal signore dei draghi di ghiaccio, Olasird'arc Haylilyal, che si trova nel palazzo reale di Feoh Berkana insieme alle sue tre consorti. In cambio di una sostanziosa ricompensa in oro, Olasird'arc accetta di intervenire, ma chiede un decuplo dell'attuale compenso. Su consiglio di una delle consorti, decide di inviare contro il nemico uno dei suoi figli, Hejinmal, un drago codardo e sovrappeso che preferisce leggere piuttosto che combattere. Quando Hejinmal si presenta davanti ad Ainz, si arrende subito dopo aver constatato la sua immensa potenza e lo conduce insieme a Gondo da suo padre. Di fronte all'impossibilità di trattare con Olasird'arc, Ainz decide di eliminarlo, risparmiando le consorti dopo che queste si sono presentate come madri di Hejinmal. Successivamente, Ainz aiuta Gondo a rubare un libro delle rune. All'esterno del palazzo, Shalltear esprime diffidenza verso chiunque abbia ucciso i Death Knight. Tuttavia, Aura rivela che Ainz era già a conoscenza del fatto che i suoi cavalieri erano caduti nel baratro e aveva tenuto nascosta questa informazione per far credere a Shalltear che ci fosse un nemico forte, costringendola a pensare e agire strategicamente. Giunte davanti a Pe Riyuro e alla sua armata, Shalltear e Aura offrono due opzioni: o i 60.000 quagoa giurano fedeltà al Re Stregone oppure verranno sterminati fino a rimanere solo 4.000 maschi, 4.000 femmine e 2.000 cuccioli. Riyuro sceglie di combattere, ma rimane sbalordito dalla facilità con cui Shalltear elimina i suoi guerrieri, costringendolo a selezionare i sopravvissuti. A questo punto, tutti i draghi giurano fedeltà ad Ainz, tranne uno dei figli di Olasird'arc, che Ainz uccide quando tenta di attaccarlo. Riyuro giura a sua volta fedeltà ad Ainz, il quale promette prosperità sia ai draghi che ai quagoa finché rimarranno leali. Shalltear condivide le sue esperienze e Ainz esprime orgoglio per lei. Successivamente, Ainz convoca Demiourgos per riferire sui progressi del Santo Regno. Demiourgos è colpito dal fatto che Ainz ora abbia la lealtà sia dell'Impero che del Regno dei nani e, fra vari fraintendimenti, crede che Ainz abbia piani per i prossimi 10.000 anni. |                   |                |
| 47       | 8  | Una mossa inaspettata 「計算外の一手」 - Keisangai no itte | 23 agosto 2022    | 25 aprile 2023 |
| 47       | 8  | Demiourgos inizia a manipolare il Santo Regno, incentivando il commercio con il Regno dello Stregone. Philip diventa il nuovo barone dei Montserrat, ma i suoi agricoltori non lo ascoltano, portandolo a sfogare la sua frustrazione nell'alcol. Viene raggiunto dai baroni Wayne Delvin e Igor Rokerlen, che lo informano che il Regno dello Stregone utilizza non-morti per coltivare i raccolti, spedendoli al Santo Regno attraverso le loro terre e vendendoli a basso prezzo nei magazzini di Re-Estize, causando gravi danni alle finanze di Philip. In seguito, alcune carovane di cibo di Ainz vengono assalite e, dopo aver interpellato Hilma, Ainz scopre che Philip è coinvolto. Assumendosi la responsabilità dell'accaduto, Ainz guadagna la lealtà di Hilma. Albedo spiega ai custodi che il piano originale prevedeva che Philip incitasse la popolazione a ribellarsi contro la nobiltà, consentendo ad Ainz di inglobare pacificamente Re-Estize e poi liberarsi di lui e della sua fazione incompetente. I custodi sospettano che ci sia qualcuno dietro le azioni di Philip, ma Ainz non esclude la possibilità che agisca deliberatamente. Con il fallimento del piano originale, Demiourgos propone di dichiarare guerra al Regno di Re-Estize per inviare un chiaro messaggio: allearsi con l'Impero di Baharuth per prosperare o essere distrutti come Re-Estize. Tutti i custodi sono d'accordo e Ainz invia una lettera al re Ramposa III, giustificando la guerra per il furto delle sue scorte alimentari da parte dei nobili. Ramposa e i suoi ministri si trovano a dover decidere se combattere una guerra persa in partenza o incolpare Philip sperando nella pietà di Ainz. Quando emerge il dubbio che Philip possa essere stato manipolato, decidono comunque di rispondere. Albedo arriva e rimane sorpresa quando Ramposa offre la propria testa in cambio della misericordia per il suo regno. |                   |                |
| 48       | 9  | L'inizio della rovina 「滅亡への始まり」 - Metsubō e no hajimari | 30 agosto 2022    | 25 aprile 2023 |
| 48       | 9  | Albedo rifiuta l'offerta di Ramposa di sacrificare la propria testa e dichiara guerra a Re-Estize, promettendo che Ainz non utilizzerà incantesimi di livello superiore come in passato. Nel frattempo, Brain, ora in possesso della Razor Edge, la spada di Gazef, decide di evacuare i suoi allievi da Re-Estize. Demiourgos incita i soldati a circondare la città, impedendo l'interferenza di altre nazioni. Ainz esprime preoccupazione per la facilità con cui potrebbe vincere, ritenendo che un fallimento possa insegnare di più ai custodi rispetto a una vittoria senza sforzo. Su richiesta di Pestonya, Ainz visita la prigione del quinto piano di Nazarick per incontrare Nigredo, la sorella maggiore di Albedo. Nigredo e Pestonya chiedono ad Ainz di smettere di massacrare gli umani, sostenendo che essi abbiano un potenziale infinito che sta sprecando. Ainz concorda, ma sottolinea l'importanza di dare un esempio su cosa accade ai regni che si oppongono a lui. Decide quindi di risparmiare alcuni umani durante gli assalti per permettere loro di testimoniare la sua forza. Questo lo porta fino alla città portuale di E-Nauel. Il conte Naeuhr assume i Quattro Armamenti, avventurieri di livello mithril, per proteggere E-Nauel; tra loro, Lilynette accetta di sposare il figlio dodicenne di Naeuhr in cambio della Spada sacra pentacolore, cimelio di famiglia. I Quattro Armamenti si trovano quasi sopraffatti da due Death Knight inviati da Ainz, ma vengono salvati da un avventuriero di livello adamantio in armatura volante rossa, membro del gruppo noto come Goccia Rossa. |                   |                |
| 49       | 10 | L'ultimo re 「最後の王」 - Saigo no ō | 6 settembre 2022  | 25 aprile 2023 |
| 49       | 10 | Ainz riconosce l'armatura rossa indossata dall'avventuriero, un oggetto proveniente da YGGDRASIL, e decide di risparmiare E-Nauel, spostando invece il suo esercito verso la capitale di Re-Estize per distruggerla. I gruppi della Rosa Blu e della Goccia Rossa, guidati da Azuth, zio di Lakyus e utilizzatore dell'armatura rossa, vengono convocati da alcuni membri delle Scritture Nere della Teocrazia, che chiedono loro di unirsi nella lotta contro Ainz. Tuttavia, Azuth rifiuta, avendo in mente di affrontare Ainz da solo per salvare Re-Estize. Zanac incontra Ainz e gli chiede perché abbia ignorato i suoi tentativi di arrendersi. Ainz spiega che sta usando Re-Estize come esempio per dimostrare agli altri regni l'impossibilità di opporsi al Regno dello Stregone. In un momento di sincerità, Ainz rivela a Zanac che il suo obiettivo è cercare la felicità. Successivamente, Ainz scopre che la spada di Gazef è custodita da Brain nel castello di Re-Estize, mentre Zanac inizia a dubitare della sua idoneità come re. Dopo l'incontro, Zanac torna dal suo esercito e informa i soldati delle intenzioni di Ainz di sterminarli tutti. Presi dal panico, i suoi uomini lo tradiscono e presentano ad Ainz la testa mozzata di Zanac. Ainz chiede quindi dove si trovi l'armatura di Zanac, originariamente appartenuta a Gazef, e gli uomini rispondono che si trova ancora nella tenda del loro ex sovrano. Promettendo loro la vita, Ainz ordina che vengano condotti da Neuronist, che li torturerà fino a farli desiderare la morte. Infine, Ainz affida il suo esercito a Cocytus e Mare, ordinando loro di massacrare completamente Re-Estize come meglio credono. |                   |                |
| 50       | 11 | Trappole ben congegnate 「張り巡らされた罠」 - Harimegurasaseta wana | 13 settembre 2022 | 25 aprile 2023 |
| 50       | 11 | Shalltear riunisce le Otto Dita in un luogo sicuro per continuare a servire Ainz, incluso Cocco Doll, portato da Duca Terrore come segno di lealtà. Nel frattempo, Azuth vola verso Ainz, eliminando diversi Death Knight e affrontando Albedo. Ainz, desideroso di raccogliere informazioni, ordina a Albedo di combattere senza uccidere Azuth. Durante il combattimento aereo, Ainz viene sorpreso da Riku Aganeia, un guerriero con armatura di platino e ex membro dei Tredici Eroi. Ainz tenta di convincerlo a unirsi a lui, ma la trattativa fallisce e Aganeia lo imprigiona in una barriera. In difficoltà, Ainz si inginocchia e chiede pietà, affermando di essere vittima dei furti orchestrati da Re-Estize. Aganeia sembra credergli, ma decide che Ainz deve morire. Mentre si prepara a infliggere il colpo finale, Albedo interviene, infrangendo la barriera e salvando Ainz. Ainz offre nuovamente ad Aganeia di unirsi a lui, ma questo rifiuta e si teletrasporta via per incontrare Azuth. Durante il loro colloquio, si rivela che Aganeia è Tsaindorcus Vaision, il drago più potente del mondo, curioso di sapere come Albedo sia riuscita a superare la sua barriera. Suppone che Albedo possieda un oggetto di classe Mondiale o sia più forte di Ainz stesso, ipotizzando che possa essere una giocatrice di YGGDRASIL mentre Ainz sarebbe un PNG. Tsaindorcus riconosce ora Ainz come il suo ultimo nemico nella guerra contro i "giocatori" e considera di uccidere Azuth per dare la sua armatura a qualcuno di più forte, ma rinuncia all'idea a causa dell'incantesimo di Resurrezione. Nel frattempo, Ainz e Albedo tornano a Nazarick, dove si scopre che Ainz è Pandora's Actor sotto mentite spoglie; il vero Ainz ha osservato lo scontro da Nazarick e chiede al suo servitore notizie su Riku Aganeia. |                   |                |
| 51       | 12 | L'invasione della capitale reale 「王都侵攻」 - Ōto shinkō | 20 settembre 2022 | 25 aprile 2023 |
| 51       | 12 | Pandora's Actor e Albedo riferiscono a Ainz riguardo alla battaglia con Aganeia, e Ainz desidera approfondire il funzionamento della barriera che solo Albedo è riuscita a infrangere grazie al Vuoto Primordiale, un oggetto di classe Mondiale. Con le informazioni limitate a disposizione, Ainz non riesce a determinare se l'avversario abbia usato un oggetto di classe Mondiale o un'abilità. Decide quindi che sarà necessario affrontare nuovamente Aganeia per raccogliere ulteriori informazioni, pur consapevole del rischio di non poter risorgere come gli altri. Nel frattempo, Renner visita Brain, Lakyus e la Rosa Blu a Re-Estize. Qui, il gruppo trama di tradire Lakyus, avvelenandola e picchiandola per indebolirla e farla ipnotizzare da Evileye. Rivelano che Lakyus ha scelto di rimanere a Re-Estize per combattere e che l'unico modo per salvarla è rapirla. Dopo aver annunciato l'intenzione di teletrasportarsi via, offrono a Renner, Climb e Brain di unirsi a loro in un regno distrutto secoli prima. Tuttavia, Brain rifiuta e decide di affrontare Ainz, consegnando prima la Razor Edge a Climb. Rimasti soli, Renner decide di riportare l'arma a suo padre, mostrando le sue abilità con la spada. Nel frattempo, Cocytus, Mare e Aura iniziano un massacro a Re-Estize. Cocytus incontra Brain e i due si sfidano in un duello. Nonostante i suoi allenamenti, Brain viene ucciso all'istante; Cocytus rimane colpito dalle sue abilità e dallo spirito combattivo. Pensando che Brain avrebbe potuto essere utile per Nazarick, decide di prendere la sua spada come trofeo e fa congelare il suo corpo da alcune Donne delle nevi, permettendo eventualmente ad Ainz di resuscitarlo in futuro. |                   |                |
| 52       | 13 | La strega del regno in rovina 「滅国の魔女」 - Mekkoku no majo | 27 settembre 2022 | 25 aprile 2023 |
| 52       | 13 | Mentre Mare osserva la capitale, teme che i suoi incantesimi non siano sufficienti per distruggerla, ma si fa forza e si prepara a iniziare il massacro. Nel frattempo, Renner e Climb si recano da Ramposa per elaborare un piano per salvare più persone da Ainz. Renner propone di nascondere i tesori reali in giro per la città, in modo da far capire al Re Stregone che distruggendo la città non potrà ottenere ciò che rappresenta il regno. Ramposa accetta e manda Climb a nascondere i preziosi nel distretto dei magazzini, in un luogo preparato da Zanac. Nel frattempo, Aura uccide il maestro Vesture all'ingresso della Gilda dei maghi per recuperare l'oggetto usato come copertura per l'attacco di Jaldabaoth. Climb svolge il suo compito senza problemi, ma incontra Mare, che lo avverte di andarsene se non vuole essere coinvolto nell'attacco. Spaventato, Climb corre verso il palazzo e scopre con orrore che Ramposa è stato ucciso, apparentemente da Renner su ordine di Demiourgos, e che Ainz siede sul trono. Climb ingaggia un breve duello con Ainz, che desidera come trofeo la Razor Edge di Gazef. Nonostante la sua determinazione, Climb viene ucciso e successivamente resuscitato. Al suo risveglio, scopre che Renner è diventata un demone perché ha scelto di farlo affinché Ainz lo riportasse in vita. Renner spera di convincere anche Climb a diventare un demone così da poter stare insieme per sempre. Colpito dagli eventi ma deciso a seguire la sua padrona, Climb accetta. Uscita dalla stanza, Renner viene congratulata da Albedo per aver sacrificato Re-Estize in cambio della possibilità di passare l'eternità con chi ama. Albedo le consegna un Seme della Perdizione affinché anche Climb diventi un demone. Dopo la partenza di Renner, Albedo visita Philip e gli rivela di aver sterminato tutti gli abitanti del suo feudo e i suoi alleati, iniziando poi a torturarlo a morte. Infine, Ainz incontra il marchese Raeven e i nobili della sua fazione nella capitale in rovina, premiando la loro lealtà con territori conquistati da governare come vassalli del Regno dello Stregone. Ainz è soddisfatto di aver dimostrato al mondo che non deve mai più opporsi a lui. |                   |                |

### Overlord: Ple Ple Pleiadi
| Nº | Titolo italiano Giapponese 「Kanji」 - Rōmaji | Prima edizione    | Prima edizione   |
| Nº | Titolo italiano Giapponese 「Kanji」 - Rōmaji | Giapponese        | Italiano         |
| 1  | Fine e inizio 「オワタと始まり」 - Owata to hajimari | 4 agosto 2015     | 20 febbraio 2023 |
| 1  | Ainz usa accidentalmente un oggetto magico chiamato "Frenesia Totale" su se stesso e va nel panico dopo aver riacquistato le sue emozioni. Mentre è in preda al panico, Albedo irrompe nella sua stanza, pensando che fosse nei guai perché non le aveva risposto in precedenza, e lui si giustifica dicendo che stava pensando alla situazione ai piani superiori. Mentre la fissa, Ainz commenta accidentalmente su quanto sia bella Albedo, la quale rimane meravigliata dalla cosa ed inizia ad eccitarsi. |                   |                  |
| 2  | Le domestiche combattenti 「戦闘メイド」 - Sentō Meido | 11 agosto 2015    | 20 febbraio 2023 |
| 2  | Albedo dice ad Ainz che le Pleiadi hanno chiesto un'udienza con lui. Ainz inizialmente la approva, ma quando cambia idea fingendo di non sentirsi bene, Albedo lascia immediatamente la stanza e chiama le domestiche guerriere. Quando le Pleiadi arrivano, ordina loro di conversare con lui normalmente in modo che non si accorgano che è in preda al panico. Le Pleiadi accettano e ognuna di loro dimostra un modo particolare per comunicare. |                   |                  |
| 3  | I pugni gemelli che squarciano le menzogne 「嘘を切り裂く双拳」 - Uso o kirisaku futakobushi | 18 agosto 2015    | 20 febbraio 2023 |
| 3  | Mentre Narberal si allena nell'arena del sesto Piano, arriva Ainz che si complimenta con lei. Ainz riesce poi a convincerla che aveva un motivo per ordinare loro di conversare normalmente con lui e lei afferma di aver compreso le sue intenzioni; preso dalla felicità il primo inizia ad agitare le braccia ballando. Quando Narberal gli chiede cosa sta facendo, lui si inventa una scusa dicendo che la sua danza è nuova posa magica che solo lui conosce e che gli consente di lanciare la magia più velocemente. Affascinata, Narberal gli chiede di insegnarle la posa ed Ainz si ritrova costretto ad accettare. Mentre i due ballano, arrivano le altre Pleiadi che si uniscono a loro, danzando a loro volta. Successivamente, le domestiche credono di essere migliorate grazie agli insegnamenti del loro signore, ma la cosa finisce per far sentire Ainz ancora più in colpa e si vergogna sempre più per aver coperto le sue menzogne con altre bugie. |                   |                  |
| 4  | Le due vittime 「二人の被害者」 - Futari no higaisha | 25 agosto 2015    | 20 febbraio 2023 |
| 4  | Ainz pensa che ogni membro delle Pleiadi abbia una personalità unica e siano carine, poi riflette tra sè e sè sul fatto che nei videogiochi è possibile creare facilmente la propria ragazza ideale. In seguito vede Solution Epsilon che ha assunto un aspetto strano e chiede cosa le sia successo. Entoma gli spiega che Solution ha divorato un intero umano e che lo sta torturando con l'acido contenuto nel suo corpo. Spaventato dal fatto che Solution stia dissolvendo un essere umano dentro di sè, Ainz le ordina di tornare alla sua forma originale e questa sputa fuori l'umano mezzo acidificato, riprendendo la sembianza snella. Per ripulire la sporcizia sul tappeto, Entoma porta l'umano lontano dalla vista del suo signore e lo mangia vivo, spaventando ancora di più Ainz. |                   |                  |
| 5  | Cuore di predatore 「捕食者のむね」 - Hoshoku-sha no mune | 1º settembre 2015 | 20 febbraio 2023 |
| 5  | Ainz conferma la razza e le classi dei membri delle Pleiadi, poi si chiede il motivo per cui queste non mostrino particolari espressioni e Yuri risponde che non sono ancora così vicine al suo livello. Mentre Lupusregina, CZ e Narberal affermano di come Yuri a volte possa emettere un'aura spaventosa, Ainz fissa Entoma e commenta quanto sia brava a fare espressioni neutre ma Solution gli spiega che in realtà la sua faccia non è altri che una maschera. Curioso di vedere quale sia il suo vero volto, Ainz le ordina di mostraglielo, così lei accetta e si toglie la maschera, mostrando il suo vero volto ed Ainz si mette a gridare per lo spavento. |                   |                  |
| 6  | La battaglia nei sobborghi del villaggio di Carne 「カルネ村外の戦い」 - Karune-mura-gai notatakai | 8 settembre 2015  | 20 febbraio 2023 |
| 6  | Ainz convoca le Pleiadi e chiede quale sia il loro scopo. Yuri spiega che Lupusregina voleva riferirgli della sua missione al Villaggio di Carne e che vorrebbe sfruttare questa occasione per rendersi fiera di lui. Yuri poi commenta dicendo che Lupusregina non ha compreso il vero motivo del suo incarico, ma l'altra ribatte dicendo che invece ha capito bene il suo scopo e menziona anche le loro "attività notturne", e la cosa fa un po' eccitare Albedo. Ainz chiede così il parere di Albedo e questa sostiene che Lupusregina è sincera. CZ però risponde in maniera scettica mentre Solution ed Entoma fanno un commento sarcastico. Yuri ribadisce alle sue compagne di comportarsi bene e Ainz decide di fidarsi del giudizio di Albedo. Lupusregina fa così alcune battute riguardanti il sesso dicendo che lavorerà sodo, e la cosa fa ridere Ainz. Albedo si ingelosisce del fatto che Lupusregina abbia fatto ridere Ainz e la loro conservazione presto degenera in una competizione vanagloriosa su chi possa mangiare la più grande quantità di cibo. |                   |                  |
| 7  | Al cospetto del cannone 「砲台を前に」 - Hōdai o mae ni | 15 settembre 2015 | 20 febbraio 2023 |
| 7  | Ainz pensa a CZ e desidera rafforzare il suo legame con lei. Quando entra nel laboratorio di quest'ultima, scopre che CZ è stata modificata e potenziata in CZ2128 Δ MK-II da Solution ed Entoma e questo suo nuovo aspetto la fa sembrare un carro armato. Così Solution ed Entoma spiegano al loro signore le nuove funzionalità di CZ come la sua trivella incorporata e il tasto posto sulla sua schiena che la fanno uscire dal personaggio. Arrivano Yuri, Lupusregina e Narberal e mentre Ainz gli spiega come Solution ed Entoma abbiano esagerato, Solution ed Entoma hanno ulteriormente modificato CZ, questa volta facendola sembrare un robot in grado di volare. Yuri sostiene che non sia bene contaminare la forma creata dagli Esseri Supremi e ordina di riportare CZ alla sua forma originale. Prima di fare ciò però le due hanno intenzione di procedere alla modifica finale che le avrebbe dato la possibilità di separare e combinare le parti del suo corpo, che secondo CZ, è il sogno di tutte le ragazza, ma Ainz non concorda. Yuri però glielo impedisce perché rimuovere la sua testa è la sua caratteristica principale. |                   |                  |
| 8  | Comprensione e confusione 「把握と混乱」 - Haaku to konran | 22 settembre 2015 | 20 febbraio 2023 |
| 8  | Gli effetti dell'oggetto magico "Frenesia Totale" svaniscono e Ainz si calma. Per verificare se le sue emozioni hanno ancora la meglio su di lei, decide di guardare il seno di Albedo, il che fa si che quest'ultima lo spinga a palparla, cosa che però lui rifiuta. Dopo aver verificato di essere tranquillo, ordina ad Albedo e alle Pleiadi di tornare al rapporto padrone-servitore. Più tardi, mentre raccoglie tutti i vari Frenesia Totale nel suo deposito di oggetti e cerca di leggere il manuale di istruzioni per scongiurare incidenti futuri, Albedo bussa alla sua porta dicendo che le Pleiadi stavano chiedendo una nuova udienza con lui per presentare i loro suggerimenti, così Ainz si sposta nella sala del trono. Quando però arrivano le Pleiadi, si attivano le condizioni segrete per scatenare il vero potere dell'oggetto magico, causando confusione a tutti i presenti. Ainz è ancora una volta in preda al panico, Narberal indossa delle orecchie da coniglio e balla, Solution si allarga, Entoma vola con uno sciame di insetti, CZ si capovolge, Lupusregina diventa molto più educata, Yuri Alpha lancia la sua testa come una palla da bowling e Albedo si aggrappa ad Ainz. Gli effetti svaniscono dopo un'ora e tutto torna alla normalità. |                   |                  |
| -  | 「ぷれぷれぷれあです 特別編」 - Pure Pure Pureadesu tokubetsu-hen – "Ple Ple Pleiadi edizione speciale" | 30 settembre 2015 | -                |
| -  | Ainz e Albedo promuovono l'uscita dei DVD e BD della prima stagione della serie principale. |                   |                  |

### Overlord: Ple Ple Pleiadi - Nazarick saidai no kiki
| Nº | Titolo italiano (traduzione letterale) Giapponese 「Kanji」 - Rōmaji | Prima edizione    | Prima edizione |
| Nº | Titolo italiano (traduzione letterale) Giapponese 「Kanji」 - Rōmaji | Giapponese        |                |
| 1  | È così il Frenesia Totale - La modifica è stata attivata! 「そんなワケで「完全なる狂騒・改」発動！」 - Son'na wake de `kanzen'naru kyōsō-kai' hatsudō!Incontro con le Pleiadi 「ぷれあですと打ち合わせ」 - Pureadesu to machiawaseUna chiacchierata con Shalltear! 「シャルティアと話してみよう！」 - Sharutia to hanashite miyou!La situazione dei gemelli e dell'insetto! 「双子と虫とからんでみよう！」 - Futago to mushi to karande miyou!Mettere insieme i due che non si sopportano 「仲良くない二人ならべてみた件」 - Nakayokunai futari narabete mita kudanLe tre nella tesoreria 「三人は宝物殿なう」 - San'nin wa hōmotsuden nauNvN 「NvN」 - NvN | 30 settembre 2016 |                |
| 1  | Ainz convoca i custodi dei piani (tranne Gargantua e Victim) e le Pleiadi e mostra loro l'oggetto "Frenesia Totale - Modificato", che secondo Yuri ha il potere di distruggere il mondo. Dopo la sua attivazione, Shalltear inizia a odiare se stessa, Cocytos inizia a dire apertamente cose perverse, Demiourgos inizia ad aggiungere strane parole casuali alle sue frasi e Aura e Mare si comportano in modo più infantile. Ainz afferma che l'oggetto ha un effetto che fa loro aprire il cuore e concorda con la spiegazione di Demiourgos che si tratta di un esperimento per mostrare come si comportano quando sono colpiti da una condizione mentale. Ainz ordina alle Pleiadi di aiutarlo a vegliare sui custodi, che sono stati colpiti dal "Frenesia Totale - Modificato". Narberal sottolinea che per qualche motivo non ha alcun effetto sulle Pleiadi. Quando Ainz ordina loro di agire con disinvoltura, nota che Yuri è ancora traumatizzata dalla precedente occasione. Sottolinea anche che Sebas non fu esposto al suo potere in passato e perciò non gli successe nulla. Lupusregina afferma che il cuore di Sebas potrebbe essere in subbuglio e che sta cercando disperatamente di mantenere il controllo, anche se gli altri ne dubitano. Ainz intervista Shalltear nella sua stanza, accompagnato da CZ e Albedo (quest'ultima non invitata). Shalltear e Albedo iniziano a litigare. Alla domanda sul motivo per cui litigano sempre, Shalltear afferma che il motivo principale è la dimensione del seno, poiché tutti gli uomini pensano che "i seni grandi siano la giustizia". Ainz lo nega e afferma che ad alcune persone piacciono anche i seni piatti. Poi ad Ainz viene chiesto se gli piacciono i seni grandi o quelli piccoli e per evitare problemi, Ainz chiude il segmento. Ainz intervista Aura, Mare e Cocytos, accompagnati da Entoma. Ainz nota che Aura non è cambiata molto dopo l'uso dell'oggetto magico e questa afferma che ciò è dovuto al fatto che è sempre onesta con se stessa. Siccome Cocytos continua a dire frasi perverse, Ainz gli chiede di tacere, il che lo fa piangere. Nel tentativo di consolarlo, Entoma tira fuori uno scarafaggio, che spaventa Cocytos. Mare cattura lo scarafaggio e i fratelli elfi gli danno fuoco. Entoma afferma che lo scarafaggio è più buono crudo e inizia a mangiarlo. In mezzo alla confusione generale, Mare chiede ad Ainz quale persona gli piace e lui si sorprende. Albedo, che si trova nel camerino, crede di essere stata chiamata da Ainz, e Lupusregina scherza dicendo che è un'abilità che hanno le persone dal seno grande, scioccando Shalltear. Ainz chiede loro chi gli piace di più, e Aura, Mare ed Entoma rispondono tutti "Lord Ainz", mentre Cocytos sta per dire che gli piacciono i seni ma si corregge prima di concludere la frase. Ainz intervista Demiourgos e Sebas, accompagnati da Entoma e Solution. Demiourgos aggiunge ancora parole casuali alle sue frasi mentre Sebas cerca di trattenersi dall'agire selvaggiamente. Poi a quest'ultimo viene data la possibilità di fare come meglio crede quando Demiourgos dice che Ainz ha chiesto loro di agire con disinvoltura, ma Solution afferma che l'attuale Sebas è quello vero, quindi il maggiordomo non ha altra scelta che trattenersi e agire come se tutto fosse nella norma. Solution diventa improvvisamente grassoccia, spaventando Sebas e Ainz. Quest'ultimo poi afferma che Solution ha accettato una sfida per mangiare 10 umani contemporaneamente, facendola ingrassare. Yuri, Lupusregina e Narberal arrivano nella tesoreria. Notano che il "Frenesia Totale - Modificato" è diverso da quello che hanno visto l'ultima volta e affermano che è stato realizzato da Pandora's Actor, perché la faccia della statuetta sull'oggetto assomiglia esattamente alla vera faccia di Pandora. Demiourgos si unisce al discorso e rivela che l'oggetto non ha alcun effetto su di lui e il fatto che stava parlando in modo strano non era altro che una farsa. Pandora spiega che poiché creare un oggetto che influisca sulla personalità è difficile, aveva realizzato un prototipo che trasforma la personalità di qualcuno in caratteristiche più semplici. Viene rivelato che Ainz ha effettivamente preso il prototipo, poiché quest'ultimo e l'oggetto reale non presentano differenze estetiche e ci si può fare caso solo quando li si utilizza per verificarne gli effetti. Nella stanza di Ainz, i custodi iniziano a fare molta confusione. Per sistemare le cose, Pandora tira fuori l'oggetto chiamato "Calma Totale", un martello di gomma, che annulla l'effetto del "Calma Totale - Modificato". Come leader dei custodi, Albedo prende il comando: Solution e Lupusregina affrontano Shalltear; Entoma e CZ si occupano di Cocytos; Sebas pensa ad Aura e Mare; Yuri e Narberal si mettono a guardia della porta mentre Demiourgos colpisce i bersagli con il "Calma Totale". Dopo essere tornati normali, i custodi colpiti dimenticano cosa è successo e Demiourgos mente dicendo che la distruzione della stanza di Ainz è stata causata dall'attacco della testa volante di Yuri. Per sicurezza, Ainz colpisce Demiourgos e Albedo con il "Calma Totale" e in seguito fa lo stesso su di sé. Successivamente, Pandora, nel tentativo di guadagnare tempo sullo schermo, afferma che ciò è solo l'inizio di una maggiore follia ma la cosa viene subito smentita da Ainz. Alla fine quest'ultimo si ritrova solo nella sua stanza e pensa che i veri sentimenti si possono capire solo nella vasca da bagno, poi CZ gli legge nel pensiero e afferma che ciò potrebbe essere utile come materiale per la prossima volta lasciando l'altro stupito. |                   |                |

### Overlord: Ple Ple Pleiadi 2
| Nº | Titolo italiano Giapponese 「Kanji」 - Rōmaji | Prima edizione   | Prima edizione |
| Nº | Titolo italiano Giapponese 「Kanji」 - Rōmaji | Giapponese       | Italiano       |
| 1  | L'alba della confusione 「混乱の幕開け」 - Konran no makuake | 9 gennaio 2018   | 17 marzo 2023  |
| 1  | L'episodio inizia con la scena in cui Shalltear è stata resuscitata dopo l'incidente della valchiria insanguinata. Mentre Ainz tende una mano verso Albedo per consolarla per il suo fallimento nell'impedire il lavaggio del cervello di Shalltear, si ritrova immediatamente alla scrivania di un ufficio dove tutti gli NPC sono impegnati a lavorare alle proprie scrivanie come in una struttura aziendale. Ainz si rende conto di essere diventato il presidente di una società chiamata Nazarick SpA (Nazarick PLC nella versione originale) in cui tutti i suoi dipendenti sono gli NPC della Grande Catacomba di Nazarick. Non è certo di come sia stato teletrasportato lì, ma crede che si tratti di un fenomeno simile a quello che lo ha portato nel Nuovo Mondo. Nonostante sia finito in un altro mondo, Ainz ha ancora un obiettivo, ovvero quello di costruire la migliore azienda in assoluto. Alla fine chiede ad Albedo di che cosa si occupa l'azienda in questione. |                  |                |
| 2  | Le segretarie del presidente 「異世界の社員たち」 - Isekai no shain-tachi | 16 gennaio 2018  | 17 marzo 2023  |
| 2  | Albedo finisce di fare il resoconto dell'azienda di Nazarick ad Ainz, poi quest'ultimo la ringrazia, nonostante non abbia capito del tutto quello che gli è stato appena spiegato. Quindi ordina ad Albedo di chiamare un rappresentante di ciascun dipartimento in modo che possano avere una futura riunione strategica. Rivolgendo la sua attenzione al proprio piano, Ainz scopre che le Pleiadi sono delle segretarie. Il presidente di Nazarick rimane senza parole, finché Yuri non gli offre del tè. Dopo un po', Ainz si rivela contento di vedere le domestiche impegnarsi nel lavoro dove si rivelano diligenti. Tuttavia vede Lupusregina Beta che ozia alla sua scrivania e chiede a Yuri di spiegargli cosa stia facendo esattamente. Yuri afferma che Lupusregina sta riposando e che si occupa di feste alcoliche, lasciando Ainz totalmente basito. |                  |                |
| 3  | Radunetavi, dirigenti 「集う、幹部」 - Tsudou, kanbu | 23 gennaio 2018  | 17 marzo 2023  |
| 3  | Ainz riflette sulla possibilità di essersi scambiato di posto con l'Ainz che era originariamente responsabile della Nazarick Corporation. I suoi pensieri vengono presto interrotti da Albedo che lo informa che l'incontro con i diversi rappresentanti è pronto. Nella sala conferenze sono presenti i custodi dei piani che qui svolgono il lavoro di manager di Nazarick. Ciascuno di loro controlla diversi dipartimenti riflettendo sui piani custoditi dalle loro controparti nella Grande Catacomba di Nazarick. Ainz prende nota che però non hanno alcun tipo di uniforme e perciò non è stato ancora istituito un codice di abbigliamento. Albedo lo informa che in passato aveva affermato che le uniformi erano antiquate e che avrebbero dovuto impegnarsi maggiormente nel loro lavoro piuttosto che pensare all'abbigliamento. Ainz rimane sorpreso dalla cosa e scopre che i manager riuniti sono a proprio agio con questa politica. Dopo aver appreso di ciò, Ainz arriva a credere che la sua controparte di questo mondo fosse fosse più flessibile, e si rende conto che Cocytus è tecnicamente nudo. Albedo sentendo l'interesse del suo padrone si prepara a spogliarsi, non volendo lasciare che Cocytus vinca.                                         |                  |                |
| 4  | Fenomenale lealtà 「凄い忠誠」 - Sugoi chūsei | 30 gennaio 2018  | 17 marzo 2023  |
| 4  | CZ introduce Ainz nei primi tre dipartimenti dove risiedono gli addetti agli affari generali. Una volta entrati, Shalltear li saluta, e Ainz ripensa a come quest'ultima sia stata sottoposta al lavaggio del cervello nel Nuovo Mondo e ha combattuto contro di lui, e si chiede se una cosa simile possa accadere nel mondo in cui attualmente si trova. Vedendo la faccia preoccupata di Ainz, la vampira gli chiede se c'è sia qualcosa che lo turba, così l'altro le domanda se abbia mai combattuto contro Nazarick in passato. La domanda sconvolge Shalltear e quest'ultima afferma che non potrebbe mai mettersi contro di lui oppure Nazarick. Ainz cerca di calmarla dicendole che la sua era solo un'ipotesi e che si stava semplicemente chiedendo se fosse stata perseguitata da altre società. Shalltear balbetta che ha superato l'esame di ammissione ed è salita alla sua attuale posizione, tutto grazie alla sua lealtà nei confronti di Nazarick e Ainz. Ainz tenta di scusarsi, ma Shalltear rifiuta affermando che vuole che lui creda alla sua lealtà al punto da offrirsi come sedia. Inorridito dal suo comportamento, Ainz cerca di far intervenire CZ che dice che sta facendo abuso di potere.                                                      |                  |                |
| 5  | Il provvedimentale manager 「評決の部長」 - Hyōketsu no buchō | 6 febbraio 2018  | 17 marzo 2023  |
| 5  | Entoma guida Ainz al quinto dipartimento dove si trova la divisione vendite. Tuttavia, Entoma afferma che il dipartimento ha registrato un enorme deficit a causa di un accordo fallito. Entrando nel reparto vengono accolti dal manager Cocytus. A differenza della sua controparte della Grande Tomba di Nazarick che è forte e senza paura, il Cocytus di questo mondo è piuttosto remissivo e spaventato a causa della sua incapacità di aumentare le vendite. Implora il perdono di Ainz e gli offre la sua lettera di dimissioni. Entoma tenta di prendere la lettera ma viene fermata da Ainz che la rimprovera per averla immediatamente accettata. Ainz restituisce la lettera al manager e gli dice che sebbene il suo errore abbia causato dei danni a Nazarick ciò non basta per licenziarlo e che tutti possono sbagliare. Esorta Cocytus ad accettare il suo fallimento e imparare a migliorarsi. Cocytus rimane senza parole per la clemenza di Ainz e giura di lavorare di più. Più tardi si vede Cocytus mangiare a un chiosco con Demiourgos e il primo dice a quest'ultimo che servirà Ainz per sempre. Il demone si rivela divertito dal motivo per cui Cocytus sta dicendo una cosa così ovvia prima di fare un brindisi con il bicchiere del suo collega. |                  |                |
| 6  | Coloro che trovano 「拾う者たち」 - Hirou-sha-tachi | 13 febbraio 2018 | 17 marzo 2023  |
| 6  | Solution presenta Ainz al sesto dipartimento. Proprio mentre Ainz si chiede cosa gestisca il reparto, Aura e Mare gli aprono la porta e si mostrano entusiasti di vedere il presidente Ainz far loro visita, poi affermano allegramente di lavorare molto duramente. Ainz inizia a ricordare gli Aura e Mare del mondo precedente, la prima era un'elfa oscura dal carattere maschiaccio ed era una domatrice di bestie mentre il secondo un mago vestito da femmina. Mentre riflette, Mare inizia ad arrossire e Solution fa notare al suo signore che il modo in cui lo sta fissando lo fa sembrare un maniaco sessuale. Dopo essere andato brevemente nel panico, Ainz si ricompone e torna al motivo principale della sua visita e chiede agli elfi oscuri di cosa si occupa il loro dipartimento. Aura dichiara che si occupano del dipartimento del persone e Mare aggiunge che il giorno prima hanno bocciato tutti i candidati in quanto non erano abbastanza coraggiosi e inoltre erano troppo giovani. Solution commenta che le piacerebbe che i due assumano persone giovani e resistenti, e ciò porta Aura a definirla una mangiatrice di uomini. |                  |                |
| 7  | Idee confuse 「ばらばら」 - Barabara | 20 febbraio 2018 | 17 marzo 2023  |
| 7  | Narberal presenta Ainz al settimo dipartimento di cui Demiourgos è il manager. Demiourgos parla con la sua subordinata Evil Lord Envy per il coordinamento degli altri dipartimenti, e dopo essersi accorto che Ainz è entrato nella stanza, si inchina al suo cospetto. Ainz elogia la sua affidabilità e le sue grandi capacità del svolgere il suo lavoro. Demiourgos afferma con orgoglio di non essere degno di tale lode poiché è schiavo del presidente e la cosa porta lo stesso Ainz a preoccuparsi della filosofia dello sfruttamento. Quando Demiourgos gli chiede di una "certa questione", Ainz non comprende a che cosa si riferisca ma finge comunque di accettare la sua proposta, così Demiourgos approfitta della situazione per mettere in atto un suo piano. Alla fine Ainz e Narberal si chiedono entrambi di che cosa si tratti questo fantomatico piano. |                  |                |
| 8  | Sentimenti di cliente 「顧客の思い」 - Kokyaku no omoi | 27 febbraio 2018 | 17 marzo 2023  |
| 8  | Tornato alla sua scrivania, Ainz viene a sapere che l'ultimo dipartimento da vedere è l'ottavo e Yuri afferma che quest'ultimo rappresenta l'ultima linea protettiva di Nazarick. Incuriosito, Ainz si chiede che tipo di reparto sia, e ricordia che il custone dell'ottavo piano è Victim. Aprendo la porta dell'ottavo dipartimento, scopre che il luogo è quasi totalmente vuoto salvo per la scrivania presidiata da Victim. Vede poi che il custode si occupa delle telefonate con i vari clienti. Yugi spiega che sta gestendo i reclami e che Victim riesce a proteggere da solo l'immagine di Nazarick dai problemi riscontrati dai loro clienti. Ainz rimane angosciato e desidera assumere più personale per assistere Victim, ma Yuri afferma che non c'è nessuno in grado eguagliarlo. Ripensando alle altre Pleiadi, Ainz rivela di essere d'accordo con lei, e Yuri aggiunge che CZ lo aiuta già quando riceve troppe telefonate. |                  |                |
| 9  | Le grida si sollevano nell'aria 「舞い上がる人ら」 - Maiagaru hito-ra | 6 marzo 2018     | 17 marzo 2023  |
| 9  | Ainz si rende conto di non essere sceso al quarto dipartimento. Prima che possa andare con Lupusregina, Albedo irrompe nel suo ufficio invitandosi con la forza ad accompagnarli. Arrivati al quarto reparto, incontrano il manager Gargantua, il quale però dorme alla sua scrivania. Lupusregina afferma che l'intero spazio è di Gargantua e che non si sveglierà mai. Ainz si domanda del perché utilizzino il golem in azienda ma decide di sorvolare sull'argomento. In seguito chiede ad Albedo il motivo per cui sia stata così insistente nel venire con loro al quarto dipartimento e Albedo sostiene che solo lui poteva farlo, confondendolo. Lupusregina deduce che Albedo non voleva che il presidente rimanesse solo con lei. Albedo nega la cosa nonostante affermi che il dipartimento di Gargantua è l'unico luogo dove si può fare qualsiasi cosa e pensa che la domestica e Ainz siano un oggetto. Albedo poi inizia ad urlare in preda alla gelosia. Ainz afferma che però l'idea di Albedo sarebbe tecnicamente errata in quanto nel dipartimento è presente comunque Gargantua, anche se quest'ultimo dorme. |                  |                |
| 10 | Caspita, qualcosa non va? 「おっとどうなんでしょう」 - Otto dōna ndeshou | 13 marzo 2018    | 17 marzo 2023  |
| 10 | Ainz ringrazia Sebas dopo che il maggiordomo gli ha servito una tazza di tè. In seguito, Ainz scopre che in questo mondo è il capo dei segretari. Prima che Ainz possa andare avanti, nota la lasciva vicepresidente Albedo accanto alla sua scrivania. Albedo credendo che i dolci siano l'ideale per un cervello stanco, ha preparato uno spuntino ad Ainz. Mentre Albedo adora Ainz, quest'ultimo vede che le sue emozioni sono le stesse della sua controparte del suo mondo. Successivamente chiede a Sebas cosa fa sì che Albedo si comporti in questo modo. Sebbene non sia nella posizione di parlare delle emozioni di un'altra persona, Sebas afferma che è amore. Ainz già in attesa di quella risposta, riceve un'altra sorpresa quando Sebas dichiara di essere anche lui innamorato. Ainz inizialmente fraintende fino a quando Sebas spiega che è il suo amore è rivolto per la compagnia che gli fa. |                  |                |
| 11 | Un tipo poco raccomandabile 「ヤルダバオト」 - Yarudabaoto | 20 marzo 2018    | 17 marzo 2023  |
| 11 | Passeggiando per il nono dipartimento specializzato in assistenza sociale, Ainz scopre la caffetteria. Entrando, Ainz si meraviglia del numero di dipendenti, il che indica che Nazarick è una grande azienda. Prende nota del menu del pranzo, nonostante non richieda di mangiare. Albedo afferma infelicemente che la caffetteria non è adatta per lui, e quindi gli ha preparato un bentō fatto in casa. Ainz, tuttavia, sceglie comunque di consumare un pasto dalla caffetteria. Successivamente viene raggiunto da Eclair Ecleir Eicler che lo elogia per la sua capacità di creare una buona immagine di superiore benevolo. Tuttavia, il pinguino afferma di avere fatto grandi passi in avanti e prevede di diventare il nuovo presidente di Nazarick. Albedo quindi afferra l'uccello per la coda, chiedendo ad Ainz se potevano licenziarlo. Eclair implora di non essere cacciato fuori dall'azienda e Ainz salva il subordinato dalle braccia di Albedo. Eclair cerca di affermare che nessuno è così fedele ad Ainz, finché non inizia a dichiarare che sarà il prossimo presidente e viene così ripreso da Albedo che lo riminaccia di licenziarlo. |                  |                |
| 12 | Preludio ai disordini industriali 「業界動乱序章」 - Gyōkai dōran joshō | 27 marzo 2018    | 17 marzo 2023  |
| 12 | Ainz riceve un'e-mail da Demiourgos, che afferma che tutto è pronto, ma il primo non ha idea a cosa si riferisca. In una riunione di tutti i capi dipartimento, Demiourgos fa il suo rapporto sull'"acquisizione" e che tutti gli accordi sono pronti e che desidera procedere. Ainz chiede accidentalmente di cosa stia parlando il demone, ma finisce involontariamente sembrare che si riferisse all'acquisizione. I responsabili di reparto sono un po' confusi dalla reazione di Ainz, tuttavia quest'ultimo riesce a bleffare per uscire fuori dall'impiccio. Demiourgos capisce a cosa si riferisce Ainz e crede che l'amministratore delegato desideri che l'acquisizione non venga gestita in silenzio, ma dovrebbe coinvolgere i media per incrementare il loro successo. Ainz è d'accordo, perciò ordina ad Aura di trovare eventuali scandali che danneggeranno i loro rivali. Shalltear raccomanda anche di far trapelare le informazioni ai media mentre Cocytus si occuperà di portare l'opinione pubblica dalla loro parte. Albedo dichiara quindi che il loro avversario in questa acquisizione è la Re-Estize Corporation. |                  |                |
| 13 | Verso l'alba della disperazione 「絶望の夜へ」 - Zetsubō no yoru e | 3 aprile 2018    | 17 marzo 2023  |
| 13 | Demiourgos riferisce che Nazarick ha completato con successo una fusione e acquisizione della Re-Estize Corporation. Ainz si rende conto che gestire un'azienda è difficile e potrebbe persino immaginare di gestire un'impresa del genere come salaryman. Si chiede poi se potrebbe essere un salaryman più ottimista nel suo mondo di origine. Tuttavia, vedere i volti e i sorrisi dei suoi subordinati, gli fa capire che il suo posto è quello e si rivolge ancora una volta ad Albedo. In un attimo si ritrova nella sala del trono di Nazarick e si ritrova confuso dinanzi a tale situazione fino a quando Albedo non lo prende per entrambe le mani. Più tardi Ainz si chiede quale fosse la visione che aveva di quell'altro mondo. Albedo gli dice che è giunto il momento, e Ainz afferma che ha ragione e che è arrivato il tempo di ottenere più fama per il suo alter ego Momon. Quando Ainz se ne va, Albedo dice che attenderà il suo ritorno. |                  |                |

### Overlord: Ple Ple Pleiadi 3
| Nº | Titolo italiano Giapponese 「Kanji」 - Rōmaji | Prima edizione    | Prima edizione |
| Nº | Titolo italiano Giapponese 「Kanji」 - Rōmaji | Giapponese        | Italiano       |
| 1  | La nuova malinconia del sovrano 「支配者の新たな憂鬱」 - Shihai-sha no aratana yūutsu | 10 luglio 2018    | 15 maggio 2023 |
| 1  | Ainz va nel panico quando scopre che le Pleiadi si esercitano a fare azioni esagerate per eseguire le loro tecniche. Yuri lo nota e si inchina al suo cospetto assieme alle altre. Ainz chiede il motivo per cui stanno provando queste mosse, e Yuri spiega che Solution dopo aver visto Ainz lanciare un potente incantesimo su Re-Estize ha deciso di fare pratica nel lancio degli incantesimi per rivelarsi fiere di lui. Siccome non hanno mai visto Ainz mettersi in posa prima, credono che le azioni ad effetto aumentino l'efficacia della magia e delle abilità. Ainz tenta di spiegare che le cose non stanno in questo modo, ma è a corto di parole, e perciò le domestiche prendono questo suo silenzio come una conferma alle loro teorie. Yuri afferma che devono allenarsi per il miglioramento di Nazarick e ordina alle sue sorelle di fare lo stesso. |                   |                |
| 2  | Il ritorno di Shalltear 「シャルティア再び」 - Sharutia futatabi | 17 luglio 2018    | 15 maggio 2023 |
| 2  | Mentre attraversa le sale del nono piano di Nazarick, Ainz riflette su cosa dovrebbe fare riguardo alle Pleiadi. Quest'ultime intanto credono che fare pose ad effetto in sincronia servirà per migliorare i loro attacchi e le loro capacità. Ainz crede che questa loro nuova ossessione sia stata scaturita quando Pandora's Actor ha assunto le sue sembianze sotto suo ordine e ha utilizzato l'incantesimo Greater Teleportation e perciò decide di andare a parlare con Victim, Cocytos, Demiourgos e Sebas Tian prima che la situazione sfugga di mano. Mentre passa vicino ad una stanza, sente la voce di Shalltear, e scopre che anche quest'ultima si sta esercitando come le domestiche. Una volta entrato, la vampira si accorge della sua presenza e gli chiede un parere riguardo alle sue pose e Ainz afferma che sono grandiose. |                   |                |
| 3  | La situazione delicata e preoccupante di Shalltear 「遠離で微妙かつ悩ましい状況」 - Onri de bimyō katsu nayamashī jōkyō | 24 luglio 2018    | 15 maggio 2023 |
| 3  | Shalltear continua ad esercitarsi a fare pose mentre Ainz rimane senza parole. Ad un certo punto arriva Aura che chiede alla vampira cosa sta facendo e quest'ultima dichiara che gli mostrerà quanto è salita di livello e ricomincia a fare pose. Aura le chiede se sta copiando Pandora's Actor e l'altra si arrabbia perché non ha riconosciuto il fatto che ha preso ispirazione da Ainz. Aura riesce poi a calmarla grazie all'aiuto di Ainz che gli consiglia, gesticolando, di assecondarla. Alla fine Shalltear fa uso dell'incantesimo Greater Teleportation e se ne va mentre Ainz chiede ad Aura di dimenticare ciò che ha appena visto. |                   |                |
| 4  | Prima custode, che abbreviato... 「守護者筆頭、略して○」 - Shugosha hittō, ryakushite ￮ | 31 luglio 2018    | 15 maggio 2023 |
| 4  | Ainz osserva un trio di spose vampire che eseguono delle pose, quando Albedo irrompe sulla scena, e chiede cosa stanno facendo. Shalltear la informa che Ainz le aveva raccomandato di agire al meglio delle proprie abilità e questo porta Albedo a pensare che nessuno degli NPC stia svolgendo il proprio incarico con passione. Ainz cerca di fare luce sul malinteso ma Albedo sovrasta la conversazione autodichiarandosi sua moglie, poi se ne va, lasciando l'oscuro signore completamente sbalordito. |                   |                |
| 5  | Uno dei due pionieri 「二人の先駆者のひとり」 - Futari no senku-sha no hitori | 7 agosto 2018     | 15 maggio 2023 |
| 5  | Ainz continua a sentirsi a disagio in quanto i suoi sottoposti perseverano ad esagerare nei loro atteggiamenti. Incontra poi Eclair Ecleir Eicler, il quale gli fa presente la medesima cosa e crede che lo stiano imitando come segno di rispetto nei suoi confronti. Il pinguino afferma anche che salirà al trono molto presto, poi sopraggiungono le Pleiadi che eseguono delle azioni esagerate. Ainz dice alle domestiche che Eclair ha sempre agito in modo esagerato da prima che iniziasse questa moda e sostiene che è il custode più anziano della catacomba, cercando di fargli guadagnare rispetto. Tuttavia, tutte le Pleiadi, tranne CZ, lo smentiscono, affermando che Eclair è fastidioso. |                   |                |
| 6  | Invito per l'emancipazione 「解放への誘い」 - Kaihō e no sasoi | 14 agosto 2018    | 15 maggio 2023 |
| 6  | Sapendo che Sebas e Solution non erano a conoscenza del fatto che Pandora's Actor aveva assunto le sue sembianze, Ainz decide di dire loro la verità. Chiama i due nella sala del trono e prima che possa approfondire ulteriormente la questione, Ainz si distrae dal comportamento esagerato di Solution. Ainz tenta passivamente di dissuaderla dal fare delle buffonate e crede che questi atti si ispirino in qualche modo a lui. Ainz cerca di utilizzare Sebas come un ottimo esempio da cui prendere modello, poiché fino a quel momento si è astenuto a prendere parte all'ultima moda che sta circolando nella catacomba. In seguito Solution afferma che sebbene Sebas si sia guadagnato l'enorme misericordia di Ainz, questo non lo giustifica dal suo atteggiamento "ribelle" nei confronti del suo padrone. Vedendo la nuova tendenza di Nazarick, il maggiordomo desidera prendervi parte, istigato da Solution, ed entrambi eseguono un'azione esagerata. Sebbene Ainz non sia riuscito a dire loro la verità, si rivela felice di vedere che la relazione tra Sebas e Solution è migliorata. |                   |                |
| 7  | Il crossdresser aggrovigliato nella moda del momento 「流行に絡まっている男の娘」 - Ryūkō ni karamatte iru otoko no musume | 21 agosto 2018    | 15 maggio 2023 |
| 7  | Demiourgos manda un messaggio ad Ainz per informarlo che tutto sta andando secondo i loro piani. Siccome non è ancora tornato a Nazarick, Demiourgos dice al suo signore di contattarlo in caso di necessità. Al termine della loro conversazione, Ainz cerca un modo di risolvere la questione legata alle azioni esagerate. Ad un certo punto sente Mare gridare e si reca da lui per chiedergli cosa c'è che non va e l'elfo gli dice che sta cercando di seguire l'esempio degli altri NPC e perciò si stava esercitando a fare delle pose ma non gli riescono un granché bene. Ainz gli dice di non spingersi oltre le proprie capacità ma Mare non è d'accordo perché vuole sentirsi fiero di lui. Alla fine l'elfo esegue un incantesimo per evocare un alberello e si mette in posa sopra a quest'ultimo. |                   |                |
| 8  | Una manciata di elementi adorabili 「一握りの萌え要素」 - Hitonigiri no moeyōso | 28 agosto 2018    | 15 maggio 2023 |
| 8  | Dopo aver visto che le domestiche homunculus hanno iniziato a loro volta a seguire la moda delle pose, Ainz desidera recarsi in un luogo tranquillo e così finisce nell'arena. Qui vede Hamsuke litigare con un Death Knight e l'oscuro signore gli chiede quale sia il problema. Hamsuke spiega di aver acquisito l'abilità "Overaction" e gli chiede se desideri vederla in azione. Ainz accetta con riluttanza e Hamsuke esegue l'arte marziale, salta, rotola e si mette in posa come una palla. Ainz afferma che va bene e fa felice il suo servitore che approfitta della situazione per spronare il Death Knight a fare lo stesso. In conclusione il Death Knight esegue alcune pose e Ainz ammette che è fantastico. |                   |                |
| 9  | Senza pari 「絶世」 - Zessei | 4 settembre 2018  | 15 maggio 2023 |
| 9  | Cocytos tenta di eseguire delle azioni esagerate ma non ci riesce. Ainz si teletrasporta al quinto piano e lo saluta, poi il servitore gli mostra le sue capacità di recitazione eccessiva ma è presto chiaro che si sta costringendo da solo. Ainz cerca di dirgli che non c'è bisogno di spingersi a tanto, ma Cocytos afferma che si sta ispirando proprio a lui. Così Ainz gli spiega che è stato Pandora's Actor a portare questa tendenza quando ha assunto il suo aspetto mentre interrogava Sebas. Anche se Cocytos ha scoperto la realtà dei fatti, continua a credere che il vero Ainz sarebbe più figo se esagerasse con le pose. Ainz chiede così un parere a Cocytos riguardo a Pandora's Actor, e il custode afferma che quest'ultimo ha imparato a fare delle pose ad effetto proprio da Ainz, elogiandolo. |                   |                |
| 10 | I preparativi per la risoluzione 「解決準備」 - Kaiketsu junbi | 11 settembre 2018 | 15 maggio 2023 |
| 10 | Ainz si rende conto che la causa scatenante di tutta questa situazione sia Pandora's Actor, quindi decide di parlargli e si teletrasporta dal tesoriere. Pandora's Actor saluta Ainz come al solito in modo sgargiante finché il suo signore non lo interrompe. Così spiega la situazione del malinteso causato dal doppelgänger e le sue strane azioni. Tuttavia, Pandora's Actor non vede problema alcuno, credendo di essersi perfettamente calato nella parte di Ainz e non comprende letteralmente cosa intenda per "azioni esagerate". Ainz rimane impassibile e il tesoriere sostiene di aver semplicemente imitato il suo signore, il che lascia di stucco Ainz che ritiene di non essere mai un tipo esagerato, ma il servitore lo smentisce presto affermando che lo fa sempre. |                   |                |
| 11 | Un'altra verità 「もう一つの真実」 - Mōhitotsu no shinjitsu | 18 settembre 2018 | 15 maggio 2023 |
| 11 | Ainz è ancora da Pandora's Actor a parlare e insiste sul fatto che lui non fa azioni esagerate. Ad un certo punto viene interrotto da un messaggio di Demiourgos, che riferisce che tornerà presto alla Grande Catacomba di Nazarick e gli chiede se c'è qualcosa che non va, ma l'altro risponde che va tutto bene e la comunicazione viene chiusa. Ainz inizia ad agitarsi e si chiede cosa dovrebbe fare, così Pandora's Actor suggerisce di usare il Calma Totale Modificato Mark 2, un martello di gomma, per porre fine alla moda esagerata. Dopo aver spiegato che quando un soggetto viene colpito da esso tornerà normale, Ainz accetta l'oggetto magico e lo testa su Pandora's Actor, ma su quest'ultimo non funziona perché è la sua normale personalità. |                   |                |
| 12 | Pandemonio 「大混乱」 - Dai konran | 25 settembre 2018 | 15 maggio 2023 |
| 12 | Ainz chiede a CZ ed Entoma di eseguire un incarico per conto suo. La coppia accetta e gli viene spiegato che devono mettere fine una volta per tutte alla moda esagerata di Nazarick. Le due devono tendere trappole mediante dei talismani e attirare i vari NPC al loro interno. Una volta catturata la loro preda, dovranno utilizzare il Calma Totale Modificato Mark 2 per fare tornare le loro menti normali. Siccome i custodi dei piani sono esseri di alto livello, l'impresa sarà difficile da portare a termine anche con le loro abilità. Ainz sta per autorizzarle a usare un oggetto di classe campione mondiale quando CZ suggerisce di chiamare a raccolta tutti i membri di Nazarick per utilizzare l'oggetto magico direttamente su di loro. Ainz sostiene che ha ragione e si teletrasporta nella sala del trono dove però scopre che i suoi servitori hanno organizzato una competizione per la migliore posa e rimane profondamente sconcertato. |                   |                |
| 13 | MVP 「MVP」 - MVP | 2 ottobre 2018    | 15 maggio 2023 |
| 13 | Ainz richiama l'attenzione di tutti per fare in modo che si mettano in fila davanti a lui e usa immediatamente il Calma Totale Modificato Mark 2 sugli NPC. Subito dopo aver terminato, appare Demiourgos che chiede cosa sta succedendo. Dando un'occhiata allo stendardo drappeggiato nella sala del trono ipotizza accuratamente che l'attuale situazione sia il risultato di un'interpretazione errata delle azioni di Pandora's Actor quando assunse l'aspetto di Ainz. Quest'ultimo si rivela molto contento che Demiourgos abbia colto la situazione al volo e il demone sostiene anche che questo evento doveva servire affinché i custodi pensassero ai problemi da risolvere in modo autonomo. Ainz sostiene furbescamente che faceva tutto parte del suo piano e pensa che in futuro agirà in modo più imponente e dignitoso. Alla fine Ainz si ritira nella sua stanza utilizzando in maniera esagerata l'incantesimo Greater Teleportation e lasciando Albedo ad ammirare la sua elegante uscita di scena.                                                                                        |                   |                |

### Overlord: Ple Ple Pleiades - Clementine tōbō-hen
| Nº | Titolo italiano (traduzione letterale) Giapponese 「Kanji」 - Rōmaji | In onda          | In onda |
| Nº | Titolo italiano (traduzione letterale) Giapponese 「Kanji」 - Rōmaji | Giapponese       |         |
| 1  | Clementine in fuga 「クレマンティーヌ逃亡編」 - Kuremantīnu tōbō-hen | 23 novembre 2018 |         |
| 1  | Clementine, uno dei dodici membri del culto di Zurrernorn e un tempo appartenente alle Scritture Nere, decide di fuggire e nascondersi da un certo incantatore. Nel frattempo, Nazarick sta raccogliendo informazioni sulle arti marziali sotto la direzione di Ainz. Yuri e Lupusregina decidono perciò di andare a caccia di informazioni in un locale. Qui le due incontrano Clementine che sta bevendo degli alcolici ed iniziano a chiacchierare. Clementine si presenta con il falso nome di Claire e dopo un po' viene sfidata da Lupusregina in una gara di bevute. Non disposta a tirarsi indietro, Clementine accetta e le due iniziano a bere grandi quantità di alcol, anche se Lupusregina riesce ad evitare di ubriacarsi utilizzando segretamente un incantesimo. Vedendo che la sua rivale non vuole cedere, Clementine decide di sfruttare le arti marziali per potenziare il proprio corpo e ingerire così altri litri di alcol senza troppi problemi. Yuri nota la sua abilità, poi sia Clementine che Lupusregina la prendono un po' in giro e la prima le scaglia entrambe contro dei barili. Lupusregina si riprende subito mentre Clementine è ancora stordita, e siccome in quelle condizioni non posso farle delle domande, decidono di aiutarla in qualche modo. Alla fine, le due domestiche ritornano a Nazarick e fanno rapporto alle altre Pleiadi, le quali credono che hanno pensato solo a bere e che non hanno ottenuto nessuna notizia utile.                                                                       |                  |         |
| 2  | Clementine in fuga 「クレマンティーヌ逃亡編」 - Kuremantīnu tōbō-hen | 24 novembre 2018 |         |
| 2  | Clementine si sveglia dalla sbornia e si ritrova in una stanza dove riflette sul fatto di essere stata uccisa e poi resuscitata, dopodiché decide di andarsene. Solution ed Entoma si recano nel medesimo locale in cui sono state le loro sorelle per raccogliere informazioni. Intanto Clementine, parzialmente priva di ricordi riguardo agli ultimi avvenimenti, decide di entrare a sua volta nel locale per mangiare e poi fuggire dal regno. Una volta giunta all'interno, Solution la invita al tavolo con lei ed Entoma con l'intenzione di ottenere qualche dettaglio utile ai loro scopi. Intanto a Nazarick, Ainz pensa a come sta procedendo la missione impartita alle Pleiadi e ricorda di un loro precedente incontro riguardo alla necessità di saperne di più riguardo alle arti marziali. Nel frattempo, Clementine si rivela molto sospettosa dell'atteggiamento delle due domestiche e comincia a chiedere delle spiegazioni che però non riescono a rassicurarla in alcun modo. Ad un certo punto uno sciame di scarafaggi volanti invade il locale, Clementine li schiva con le sue abilità mentre Entoma utilizza dei talismani per eliminarli. Alla fine, le due domestiche tornano a Nazarick e riferiscono alle altre Pleiadi di aver incontrato una donna in grado di schivare gli insetti. |                  |         |
| 3  | Clementine in fuga 「クレマンティーヌ逃亡編」 - Kuremantīnu tōbō-hen | 27 novembre 2018 |         |
| 3  | Clementine si risveglia nella stessa stanza dell'episodio precedente ed è ancora priva di ricordi. Intanto a Nazarick, Albedo riferisce ad Ainz che Narberal e CZ sono state inviate in missione per raccogliere informazioni. Clementine arriva sempre nello stesso locale e ricorda solo di aver bevuto dell'alcol e nulla più, poi sostiene che deve andarsene dal regno il prima possibile dopo aver raccolto delle provviste. A questo punto arriva Narberal, e Clementine la riconosce come l'accompagnatrice di Ainz e si nasconde sotto a un tavolo. Dopo aver compreso che tutte le domestiche incontrate nei giorni precedenti sono legate ad Ainz, decide di chiedere l'aiuto di CZ per fuggire, ignorando che anche quest'ultima è un membro di Nazarick. Narberal viene contattata da Ainz, nei panni di Momon, e lo raggiunge, mentre CZ accetta di aiutare Clementine ad andarsene. Dopo averla portata su una collina, CZ chiede all'altra come funzionano le arti marziali, poi se ne va. Clementine vede poi in lontananza Momon e Narbe e scopre che anche CZ è una servitrice di Ainz. In seguito Momon libera una strada da un enorme masso che lancia verso la collina in cui si trova Clementine e più tardi quest'ultima si siede su una roccia tenendo uno sguardo assente e viene vista da Momon e Narbe che però si congedano poco dopo. In conclusione, CZ fa ritorno a Nazarick ed informa le altre Pleiadi in che cosa consistono le arti marziali mentre Clementine si trova ancora sulla roccia a contemplare i fiori. |                  |         |

### Overlord: Ple Ple Pleiadi 4
| Nº | Titolo italiano Giapponese 「Kanji」 - Rōmaji | Prima edizione    | Prima edizione    |
| Nº | Titolo italiano Giapponese 「Kanji」 - Rōmaji | Giapponese        | Italiano          |
| 1  | Spumoni 「Spumoni」 | 5 luglio 2022     | 13 settembre 2023 |
| 1  | Al bar, Eclair osserva che Sous-chef appare pensieroso. In un flashback, si scopre che il miconide ha ricevuto l'incarico da Ainz e Albedo di far lavorare le Pleiadi part-time nel suo locale per supportarlo durante le ore notturne. Anche se l'assunzione di nuovo personale sembra superflua, Sous-chef realizza che Ainz desidera che le ancelle acquisiscano esperienza sociale interagendo con i clienti. Nel presente, Sous-chef prepara un drink per Eclair e condivide la sua preoccupazione riguardo all'arrivo di nuovi collaboratori, temendo che possa alterare l'atmosfera del bar. Alla fine, Eclair si offre di occuparsi delle pulizie, ma Sous-chef risponde che non è necessario. |                   |                   |
| 2  | Martini 「Martini」 | 12 luglio 2022    | 13 settembre 2023 |
| 2  | Yuri e Narberal esprimono la loro gratitudine a Sous-chef per averle accolte come apprendiste, chiamandolo "master". Sous-chef spiega che in un bar le persone cercano un'atmosfera rilassante e drink di qualità. Il loro primo incarico consiste nel lucidare un bicchiere affinché risulti limpido. Tuttavia, Yuri tenta di colpirlo con un pugno per testarne la resistenza, ma Sous-chef le chiede di astenersi, sottolineando che i bicchieri sono costosi. Narberal, pensando di aver capito come fare, usa un incantesimo per rendere invisibili sia se stessa che il bicchiere. Le Pleiadi si lamentano della difficoltà nel pulire un bicchiere, mentre Eclair, seduto al bancone, sorseggia un Martini. Infine, Yuri rompe accidentalmente un bicchiere semplicemente tenendolo in mano. |                   |                   |
| 3  | Silver Bullet 「Silver Bullet」 | 19 luglio 2022    | 13 settembre 2023 |
| 3  | Lupusregina e CZ si presentano al bar per iniziare il loro addestramento. Convinta, dopo aver ascoltato Yuri e Narberal, che dovranno lucidare i bicchieri, Lupusregina è sorpresa quando Sous-chef le informa che il suo obiettivo è insegnare loro l'approccio mentale necessario per lavorare in un bar, evitando così rotture di bicchieri. Egli spiega che devono creare un ambiente che lenisca gli animi degli adulti e inviti i clienti a rimanere. Tuttavia, la spiegazione di Sous-chef viene interrotta da CZ, che sta abbracciando Eclair fino a quasi soffocarlo. Nonostante l'esitazione di CZ a lasciar andare il pinguino, Sous-chef le ricorda che Eclair è un cliente e che un barista deve mantenere la giusta distanza dai clienti. Così, CZ finalmente cede e si sposta in fondo al bancone, continuando a osservare Eclair attraverso il mirino della sua pistola. Infine, Lupusregina decide di posizionare tre bicchieri sopra alla testa di CZ.                                     |                   |                   |
| 4  | Pink Lady 「Pink Lady」 | 26 luglio 2022    | 13 settembre 2023 |
| 4  | Entoma e Solution si recano al bar per la loro prova, ma Sous-chef le informa che non possono dare la caccia agli insetti, poiché il locale è un luogo di relax e ristorazione. Sous-chef le incarica quindi di occuparsi delle pulizie, sperando di sfruttare le abilità di slime di Solution per rimuovere la spazzatura, ma Solution si rifiuta. Mentre Sous-chef nota che Entoma ha una faccia da poker simile alla sua, arriva Eclair, che si offre di aiutare con le pulizie. Entoma approfitta della situazione per recuperare un insetto da mangiare, mentre Sous-chef ricorda che sono vietate le battute sugli insetti. |                   |                   |
| 5  | Ilampol pescatore 「Ilampol pescatore」 | 2 agosto 2022     | 13 settembre 2023 |
| 5  | Sous-chef discute con Eclair e Pestonya riguardo al comportamento delle Pleiadi, che è influenzato dalla volontà degli Esseri Supremi che le hanno create, un concetto difficile da accettare. Eclair propone che, una volta diventato sovrano di Nazarick, si assicurerà che Sous-chef non riceva più ordini irragionevoli e che le Pleiadi non siano costrette a svolgere compiti per cui non sono preparate. Tuttavia, rendendosi conto dell'impossibilità di cambiare la situazione, Eclair si sente abbattuto. Per sollevare il morale, Sous-chef offre a lui e Pestonya un drink chiamato "Ilampol pescatore" in segno di amicizia. Eclair e Pestonya apprezzano talmente tanto il drink che Pestonya dimentica di concludere le frasi con il suo caratteristico "bau", iniziando a ripetere il verso più volte per compensare questa mancanza. |                   |                   |
| 6  | Alexander 「Alexander」 | 9 agosto 2022     | 13 settembre 2023 |
| 6  | Mare si trova al bar dove viene servito da Narberal, che nota con piacere il suo buon rapporto con Aura. Mare commenta che anche Narberal e le sue sorelle Pleiadi hanno un legame speciale, e Narberal conferma che è vero, anche se a volte litigano, soprattutto a causa di Lupusregina. Mentre Narberal spiega a Mare l'ordine di nascita delle Pleiadi, Sous-chef osserva che Narberal è l'unica tra di loro ad avere abilità comunicative normali, grazie alle sue avventure con Ainz sotto l'identità di Momon. Eclair chiede una salvietta umida, ma Narberal gliela lancia in faccia. La scena si ripete quando Eclair afferma che un giorno sarà il sovrano di Nazarick. Eclair spiega che agisce seguendo il suo istinto, poiché è stato creato in quel modo dalla sua creatrice. Narberal sostiene di aver lanciato le salviette per motivi simili. Quando Narberal propone a Mare di unirsi a lei nel lanciare altre salviette a Eclair, Mare si astiene, temendo che potrebbe uccidere Eclair. |                   |                   |
| 7  | Aviolinea Vampiatta, volo Fróðr 05 「Flat Vamp Air, flight Frodr 05」 | 16 agosto 2022    | 13 settembre 2023 |
| 7  | Shalltear viene accolta da Lupusregina, notando che il locale ha cambiato stile. Al bancone, Shalltear condivide il suo ultimo successo nella missione con i quagoa, esprimendo la sua gioia per i complimenti ricevuti da Ainz, che le hanno riempito il petto. Lupusregina, divertita, fa una battuta sull'imbottitura del seno di Shalltear. Per evitare una possibile lite, Sous-chef propone un cocktail ispirato a Shalltear, ma Lupusregina lo ribattezza "Aviolinea Vampiatta", un nome che Sous-chef nega immediatamente. |                   |                   |
| 8  | Yukiguni 「Yukiguni」 | 23 agosto 2022    | 13 settembre 2023 |
| 8  | Al locale, Cocytus racconta a Entoma e Sous-chef dell'ultima strategia di Ainz, basata sul concetto del "bastone e della carota" applicato su scala nazionale. Sous-chef riflette sul suo compito di dare lavoro alle Pleiadi, riconoscendo che non è una cattiva idea cercare di comprendere meglio il loro signore. Nota anche una certa differenza nel comportamento di Entoma quando si mostra seria, e lei menziona di avere fame, lamentandosi del brutto colorito del suo insetto labiale. Cocytus le consiglia di dargli delle caramelle per farlo riprendere, mentre Eclair osserva che la scena è davvero grottesca se vista dall'esterno. |                   |                   |
| 9  | Blue Moon 「Blue Moon」 | 30 agosto 2022    | 13 settembre 2023 |
| 9  | Sous-chef nota che Albedo è giù di morale per motivi legati ad Ainz e si sente in grado di riconoscere i bisogni degli abitanti di Nazarick. Tuttavia, CZ sottolinea che è piuttosto ovvio il motivo dell'insofferenza di Albedo. Quest'ultima esprime preoccupazione per il fatto che Ainz scenderà in campo personalmente il giorno dopo, mentre CZ continua a impilare del ghiaccio sulla testa di Eclair. Eclair suggerisce che la preoccupazione di Albedo possa derivare da una precedente richiesta di Pestonya, ma CZ lo zittisce. Per confortare Albedo, Sous-chef le ricorda che Ainz è un essere supremo e che non c'è motivo di preoccuparsi. Eclair, nel frattempo, ringrazia CZ per averlo salvato da Albedo, ma CZ riprende a tormentarlo con il ghiaccio. |                   |                   |
| 10 | Sazerac 「Sazerac」 | 6 settembre 2022  | 13 settembre 2023 |
| 10 | Aura racconta a Sous-chef e Yuri di come Ainz abbia inviato gli uomini che hanno tradito Zanac da Neuronist, noto per avere le Peggior Occupazionie dei Cinque Peggiori. Dopo aver spiegato che le è stato affidato il compito di catturare le famiglie di quegli uomini, Aura accetta l'invito di Yuri a cenare con Pestonya dopo molto tempo. Eclair, interessato alla conversazione, viene invitato da Sous-chef a unirsi a loro, e alla fine il pinguino decide di partecipare. Sous-chef, approfittando di un pretesto per andare a prendere altro alcol in cantina, si sfoga riguardo alla costante indecisione di Eclair nel prendere decisioni. |                   |                   |
| 11 | Stinger 「Stinger」 | 13 settembre 2022 | 13 settembre 2023 |
| 11 | Mentre i membri di Nazarick si dirigono verso il Regno di Re-Estize, Sous-chef ricorda una conversazione con Demiourgos riguardo a Solution, che ha una presenza calmante. Nel presente, Sous-chef riflette su come migliorare il locale per il ritorno di Demiourgos. Solution osserva che Demiourgos apprezza la tranquillità del locale, mentre Eclair, un po' brillo, mostra paura in presenza di Demiourgos e Solution. |                   |                   |
| 12 | Tuarabas 「Tuarabas」 | 20 settembre 2022 | 13 settembre 2023 |
| 12 | Sebas e Tuare si recano al bar per controllare come Sous-chef stia gestendo l'addestramento delle Pleiadi per conto di Ainz. Sous-chef riferisce che tutto procede bene, ma oggi le Pleiadi sono assenti per il loro giorno di riposo. Mentre decidono cosa ordinare, Sebas ringrazia Eclair per gli insegnamenti dati a Tuare. Sous-chef offre loro un cocktail con due cannucce intrecciate a forma di cuore, imbarazzando Sebas e Tuare, che notano di essere osservati dalle Pleiadi, desiderose di vederli amoreggiare. Sebas pensa a una punizione per le Pleiadi, mentre Tuare si scusa per la situazione imbarazzante e Sebas la rassicura che non è un problema. |                   |                   |
| 13 | L'Essere Supremo 「The Supreme Being」 | 27 settembre 2022 | 13 settembre 2023 |
| 13 | Ainz chiede a Sous-chef come sia andato l'addestramento delle Pleiadi, e Sous-chef risponde che tutto è andato bene. Tuttavia, fraintende la domanda di Ainz e spiega che le Pleiadi si sono comportate in modo spontaneo, il che faciliterà le loro interazioni con altre razze, come desiderato da Ainz. Sottolinea però che non si adattano all'atmosfera del locale, creata da Blue Planet, e promette di migliorarla. Mentre Sous-chef parla, alcune spore cadono dalla sua testa, e Eclair si affretta a pulirle. Ainz ringrazia Eclair per il suo aiuto, ma quando il pinguino chiede come ricompensa l'intero regno, Ainz glielo nega come al solito. |                   |                   |

## Home video

### Giappone
La prima stagione è stata pubblicata in DVD e Blu-ray dal 25 settembre 2015 al 24 febbraio 2016.
| N° | Data              | Episodi | Fonte  |
| -- | ----------------- | ------- | ------ |
| 1  | 25 settembre 2015 | 1-3     | [ 92 ] |
| 2  | 28 ottobre 2015   | 4-5     | [ 92 ] |
| 3  | 25 novembre 2015  | 6-7     | [ 92 ] |
| 4  | 25 dicembre 2015  | 8-9     | [ 92 ] |
| 5  | 27 gennaio 2016   | 10-11   | [ 92 ] |
| 6  | 24 febbraio 2016  | 12-13   | [ 92 ] |

La seconda stagione è stata pubblicata in DVD e Blu-ray dal 25 aprile al 27 giugno 2018.
| N° | Data           | Episodi | Fonte  |
| -- | -------------- | ------- | ------ |
| 1  | 25 aprile 2018 | 1-5     | [ 93 ] |
| 2  | 25 maggio 2018 | 6-9     | [ 93 ] |
| 3  | 27 giugno 2018 | 10-13   | [ 93 ] |

La terza stagione è stata pubblicata in DVD e Blu-ray dal 24 ottobre al 21 dicembre 2018.
| N° | Data             | Episodi | Fonte  |
| -- | ---------------- | ------- | ------ |
| 1  | 24 ottobre 2018  | 1-5     | [ 93 ] |
| 2  | 28 novembre 2018 | 6-9     | [ 93 ] |
| 3  | 21 dicembre 2018 | 10-13   | [ 93 ] |

La quarta stagione è stata pubblicata in DVD e Blu-ray dal 26 ottobre al 23 dicembre 2022.
| N° | Data             | Episodi | Fonte  |
| -- | ---------------- | ------- | ------ |
| 1  | 26 ottobre 2022  | 1-5     | [ 94 ] |
| 2  | 25 novembre 2022 | 6-9     | [ 94 ] |
| 3  | 23 dicembre 2022 | 10-13   | [ 94 ] |

### Italia
La prima stagione è stata pubblicata in Blu-ray il 25 ottobre 2023 edita da Eagle Pictures.
| N° | Data            | Dischi | Episodi | Fonte  |
| -- | --------------- | ------ | ------- | ------ |
| 1  | 25 ottobre 2023 | 2      | 1-13    | [ 95 ] |